# Quebec (cidade)
Cidade de Quebec (em francês: [kebɛk] (escutarⓘ), Ville de Québec, oficialmente Québec) é a capital da província canadense do Quebec. Em julho de 2016 a população da cidade era de 531 902 habitantes (um aumento de 3% em relação a 2011) e a população da região metropolitana era de 800 296 (um aumento de 4.3% em relação a 2011), tornando a região de Quebec a sétima região metropolitana mais populosa do Canadá e a segunda maior cidade da província de Quebec depois de Montreal.
O nome da cidade, bem como a da província, vem de uma palavra de origem algonquina, que significa "passagem estreita". Isto porque a largura do rio São Lourenço na região da cidade de Quebec é de apenas 800 metros. Fundada em 1608 por Samuel de Champlain, Ville de Québec é uma das cidades mais antigas da América do Norte. As muralhas que cercam a velha Quebec são os únicos muros antigos fortificados que permanecem na Américas do Norte e foram declarados Patrimônio da Humanidade pela UNESCO em 1985, nomeados como o "Distrito Histórico da Velha Québec".
O nome oficial da cidade é Québec tanto em francês como em inglês. Em francês a província é chamada de le Québec (o Quebec), enquanto a cidade é simplesmente Québec, sem o artigo le ("o"). Para a apropriada diferenciação entre a província e a cidade, esta geralmente é chamada de "cidade de Quebec" (ville de Québec em francês ou Québec City em inglês).
Os pontos turísticos da cidade incluem o Château Frontenac, um hotel que domina o horizonte, La Citadelle, uma fortaleza intacta que constitui a peça central das muralhas que cercam a parte velha da cidade. A Assembleia Nacional do Quebec, o Museu Nacional das Belas Artes do Quebec e o Museu da Civilização encontram-se dentro ou perto da velha Quebec.

## Nomenclatura francesa e inglesa
A cidade é chamada Québec (com acento agudo) por ambos os governos: provincial e federal e em ambas as línguas. Em inglês, para diferenciar a cidade da província de Quebec, a cidade é, normalmente, referida como "Quebec City" (cidade de Quebec), enquanto a província é referida somente como "Québec". É comum o acento ser ignorado em textos em inglês.
Em francês, a cidade é referida simplesmente como "Québec", sem o equivalente em francês a palavra "cidade". Nomes franceses de regiões geográficas grandes como províncias ou países são tipicamente precedidos de artigos, enquanto nomes de cidade não usam artigo (ao menos que o artigo faça parte do nome, como "La Malbaie"). Como resultado, a província é chama de le Québec ("o Quebec") enquanto a cidade é chamada simplesmente de Québec ("em Quebec" = à Québec, "da cidade de Quebec" = de Québec).
Legalmente, o nome oficial da cidade é Ville de Québec em ambas as línguas. Na seção em inglês do website oficial da municipalidade a cidade é referida como "Québec City" (com acento agudo sobre o 'e').
Em francês, residentes da cidade de Quebec são chamados de Québécois (homem) or Québécoise (mulher). Para evitar confusão com Québécois/e significando um habitando da província, o termo Québécois/e de Québec para residentes da cidade é, às vezes, usado. Em inglês, o termo Quebecer (ou Quebecker) às vezes é usado, mas o uso do francês Québécois ou Québécoise é bem mais comum.
Também, a cidade de Quebec é às vezes referida como "la capitale nationale" (a capital nacional). O governo nomeou oficialmente esse nome sob o controle do partido Union Nationale. A região também usa esse nome. É necessário notar, entretanto, que a palavra nacional se refere a Quebec como uma nação, ou como grupo distinto, e não tem indicação oficial de soberania.
O uso comum da língua inglesa distingue a cidade da província referindo-se à primeira como Quebec City.
De acordo com o Governo do Canadá, o Governo do Quebec e a Comissão de Nomes Geográficos do Canadá, os nomes das cidades e vilas canadenses possuem apenas uma forma oficial. Assim, Québec é oficialmente escrito com acento agudo no "é" tanto em inglês canadense quanto em francês. No entanto, os nomes das províncias podem ter formas diferentes em inglês e francês. Como resultado, em inglês, o estilo do governo federal distingue a cidade e a província escrevendo o nome da cidade com acento agudo (Québec) e o da província sem acento (Quebec).O governo do Quebec escreve ambos os nomes como "Québec", inclusive ao redigir em inglês.
Em francês, os dois são diferenciados pelo uso de artigos definidos nos nomes das províncias, enquanto os nomes das cidades não os levam. Assim, a cidade é Québec e a província é le Québec; "em Quebec City" é à Québec e "na província de Quebec" é au Québec, e assim por diante.
Os povos algonquinos originalmente nomearam a região como Kébec, uma palavra em algonquino que significa "onde o rio se estreita", em referência ao estreitamento do rio São Lourenço próximo ao promontório de Quebec e seu Cabo Diamant.

## História

### Pré-história
O local da cidade de Quebec, há 14 000 anos, estava sob uma calota de gelo. Cerca de 2 000 anos depois, esse mesmo lugar ficou submerso em água por causa do derretimento das geleiras, que formaria o mar de Champlain, que ao longo do tempo se tornou apenas um rio. Somente a colina de Quebec estava visível naquela época. Assim, 6 000 anos depois, o local de Quebec surge novamente.

### Antes da fundação - 1534-1608
Em 18 de março de 1534, Jacques Cartier parte do porto de Saint-Malo na França para explorar, em nome do rei da França François Ier, o interior navegável das terras da América do Norte. Ele já conhecia as costas marítimas do leste dos continentes americanos até o Brasil. Ele escolhe balizar as regiões que estão no mesmo paralelo e na rota mais direta com a França. O objetivo é encontrar um caminho para chegar às Índias, à China e ao Japão. Se tiver sucesso, Cartier estaria em posição de estabelecer um controle territorial e comercial sobre essa nova passagem marítima rumo às riquezas do Oriente, em benefício do reino da França e dos ganhos financeiros que isso poderia gerar.
Dentro do golfo, o navegador e sua tripulação visitam diferentes lugares e chegam à atual Baía de Gaspé, onde encontram inesperadamente um grande grupo de ameríndios. Cartier faz contato com um chefe chamado Donnacona. Depois de estabelecer uma troca “comercial” com esse primeiro grupo de autóctones, Cartier leva consigo os dois filhos de Donnacona (Domagaya e Tainoagny). Eles parecem conhecer o interior das terras do vale do São Lourenço. Como o verão passa rápido, Cartier decide voltar à França. Ele planeja apresentar suas descobertas (objetos diversos e “indígenas”) à corte do rei e atrair a atenção dele para seus “novos súditos”. Domagaya e Tainoagny acabam se tornando, a seu modo, exploradores ao acompanhar o malouino até a corte do rei da França.
François Ier novamente autoriza Cartier a fazer uma segunda expedição. Jacques Cartier descobre que existe um lugar onde começa um grande rio, o “caminho do Canadá”, graças às confidências de seus “convidados” ameríndios. Ele então sobe o rio em 1535. Percorrendo as margens do rio São Lourenço (nome dado ao rio por Jacques Cartier no dia 10 de agosto de 1535, festa religiosa de São Lourenço), o navegador volta a balizar os rios que encontra. O objetivo, vale lembrar, é eventualmente encontrar a via certa de acesso à rota da seda. Ele sinaliza muitos rios, entre eles o rio Saguenay e o rio Ste-Croix (hoje chamado de rio Saint-Charles). A região atual de Quebec é então visitada por quem será reconhecido como o principal descobridor do vale do São Lourenço e um dos cofundadores do Canadá ao lado de Jean Cabot (pelos ingleses, na costa de Terra Nova e Labrador em 1497). É bom lembrar que, nesse período, outros navios de diferentes reinos da Europa já navegavam nas águas do rio e na costa do Labrador, antes mesmo dos verdadeiros interesses de colonização na Nova França: marinheiros franceses, espanhóis, bascos, portugueses e ingleses vinham todos os anos pescar bacalhau nos bancos de Terra Nova. Cada vez mais navios faziam escala no golfo do São Lourenço. Os ameríndios lutavam entre si em busca de uma posição melhor para o comércio com os europeus.
Jacques Cartier foi o primeiro francês a ter descoberto oficialmente a região de Quebec (em 1535) em nome do rei da França. Ele e seus homens localizam o povoado chamado Stadaconé, uma aglomeração iroquesa da época (Champlain encontra ali, em 1603, uma população montagnais). Foram recebidos novamente por Donnacona, chefe ameríndio da aldeia. Surgem relações para troca de mercadorias, mas há receio de ambas as partes. (Stadaconé era um povoado que existia antes do estabelecimento de Quebec) Mais tarde, costuma-se apresentar esses primeiros habitantes como autóctones em oposição aos novos ocupantes vindos da Europa.
Os homens de Cartier constroem um forte na margem direita do rio Sainte-Croix (o atual rio Saint-Charles, perto do boulevard Hamel e da autoestrada Laurentienne) para passar o inverno. A fortificação fica suficientemente distante da aldeia iroquesa e vigiada dia e noite.
As relações seguem tensas com os ameríndios. Depois, os franceses enfrentam as durezas do inverno. De fato, 110 dos 145 homens de Cartier contraem escorbuto. Graças à ajuda dos ameríndios de Stadaconé, que conheciam um remédio (uma infusão de annedda, o cedro branco), muitos sobrevivem, incluindo o próprio Cartier na viagem seguinte. Ainda assim, 25 homens morrem de escorbuto naquele ano. Quando a primavera chega, Cartier retorna à França.
Por estratégia, Agona, um rival, almeja o poder na disputa com Donnacona. Para protegê-lo, Cartier decide levar Donnacona e seus filhos à França em 3 de maio de 1536. Ele promete voltar em um ano. Abandona um de seus barcos, a Petite-Hermine, por falta de tripulação. Parte com cerca de dez Iroqueses, incluindo 4 crianças que lhe foram entregues no outono anterior. Chega a Saint-Malo, na França, em 16 de julho de 1536. Quase todos os ameríndios morrem na França em decorrência de doenças para as quais não tinham anticorpos. Apenas uma jovem sobrevive.

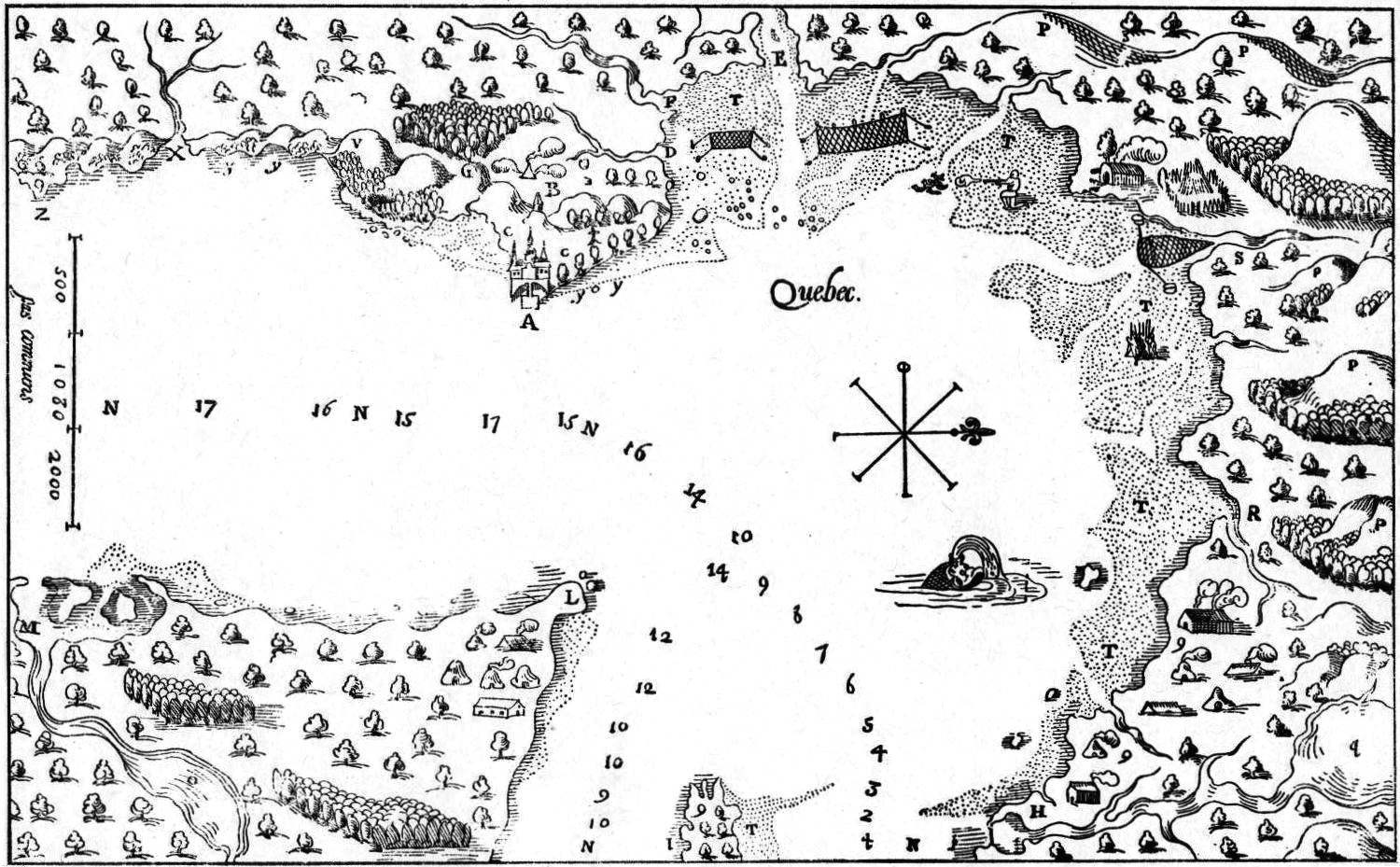
Mapa de Quebec feito em 1608 por Samuel de Champlain, mostrando a geografia de Quebec nos primórdios da colônia.

Cinco anos depois, em 23 de agosto de 1541, Jacques Cartier retorna à futura região de Quebec para se instalar outra vez. Ele constrói um novo estabelecimento na foz do rio do Cap Rouge, que chama de Charlesbourg-Royal em homenagem ao filho de Predefinição:Souverain-. É um local ideal para os navios, para a artilharia e para a construção de habitações. A antiga área do rio Sainte-Croix não é mais segura. Agora, o chefe de Stadaconé é Achelacy.
Algum tempo depois, Cartier e seus homens encontram pequenas pedras brancas que acreditam ser diamantes no local hoje chamado Cap Diamant. Na verdade, é apenas quartzo. Durante o inverno de 1541-1542, uma nova onda de escorbuto atinge sua equipe. Além disso, iroqueses assassinam alguns membros do grupo de Cartier, resultando em 35 mortes. Depois de carregar mais mercadorias (ouro e “diamantes”), Cartier decide retornar à França. Ao chegar à Europa, faz avaliar rapidamente o que encontrou. A decepção é grande, e a empreitada fracassa em termos de futuros projetos de exploração no Novo Mundo. Enquanto isso, também em 1542, Jean-François de La Rocque de Roberval se instala no lugar ocupado pelo segundo sítio de Cartier e o renomeia como France-Roy. Jean-François de La Rocque, senhor de Roberval, ergue um edifício na parte baixa e outro no topo da montanha. Ele também enfrenta um inverno rigoroso e muitas mortes. A ideia de povoar esses lugares pelos franceses desaparece diante das perdas humanas e das falsas esperanças de riqueza. É preciso esperar mais de 60 anos, até a chegada de Samuel de Champlain, para ver novamente o interesse na colonização francesa na América do Norte e a fundação de Quebec em 1608.

### Regime francês (1500s–1763)
Québec é um dos assentamentos europeus mais antigos da América do Norte e a única cidade fortificada ao norte do México cujas muralhas ainda existem. Embora muitas das principais cidades da América Latina datem do século XVI, entre as cidades do Canadá e dos Estados Unidos poucas foram fundadas antes de Québec (St. John's, Harbour Grace, Port Royal, St. Augustine, Santa Fe, Jamestown e Tadoussac).

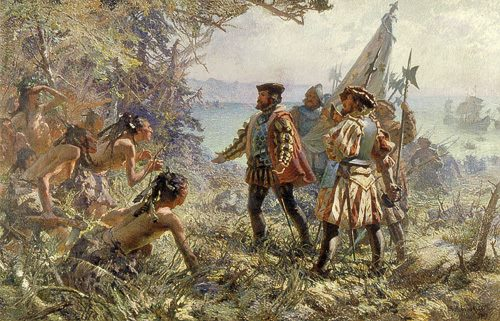
Representação do encontro de Jacques Cartier com os povos indígenas de Stadacona em 1535

É no local do primeiro assentamento francês conhecido na América do Norte, o Fort Charlesbourg-Royal, estabelecido em 1541 pelo explorador Jacques Cartier com cerca de 400 pessoas, mas abandonado em menos de um ano devido ao inverno rigoroso e à resistência dos indígenas à incursão colonial em suas terras. O forte ficava na foz da Rivière du Cap Rouge, na antiga cidade suburbana de Cap-Rouge (que se fundiu com a Cidade de Québec em 2002).
Québec foi fundada por Samuel de Champlain, explorador e diplomata francês, em 3 de julho de 1608, e no local de um assentamento iroquoian (da língua laurentiana) há muito abandonado, chamado Stadacona. Champlain, que passou a ser conhecido como “O Pai da Nova França”, atuou como seu administrador pelo resto de sua vida.
O nome "Canadá" foi atribuído à colônia que se desenvolveu ao redor do assentamento em Québec. Embora o assentamento Acadia em Port-Royal tenha sido fundado três anos antes, Québec passou a ser conhecida como o berço da população francófona da América do Norte. A localização parecia favorável ao estabelecimento de uma colônia permanente.

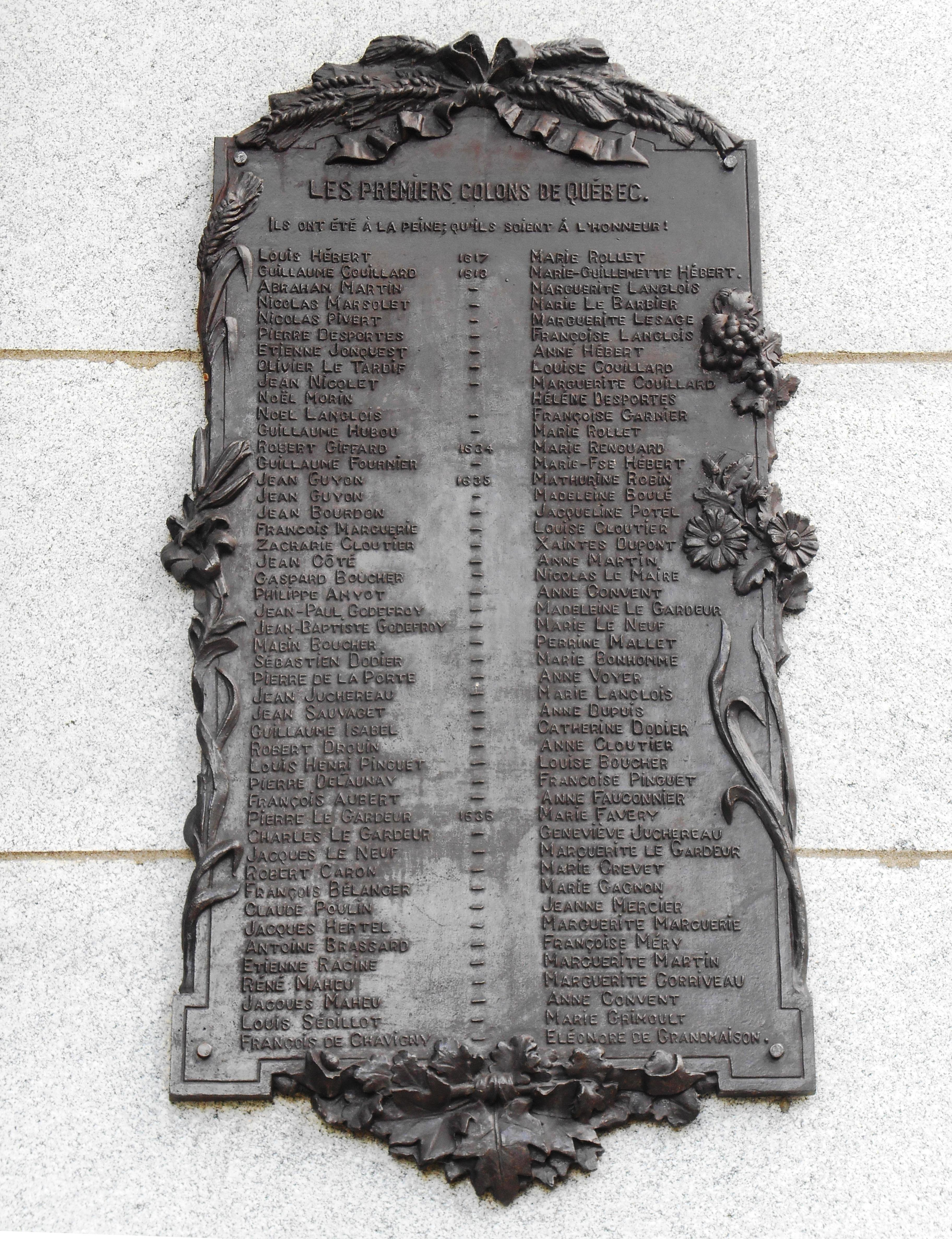
Placa homenageando os primeiros colonos de Québec. (Fixada na parte traseira do monumento a Guillaume Couillard, que acompanha os de Louis Hébert e Marie Rollet). Parc Montmorency, Québec City.

A população do assentamento permaneceu pequena por décadas. Em 1629, foi capturada por corsários ingleses, liderados por David Kirke, durante a Guerra Anglo-Francesa. Samuel de Champlain argumentou que a tomada inglesa de terras francesas era ilegal, pois a guerra já havia terminado, e trabalhou para que fossem devolvidas à França. Como parte das negociações após o fim da Guerra Anglo-Francesa, em 1632 o rei inglês Carlos I concordou em devolver as terras capturadas em troca de Luís XIII pagar o dote de sua esposa. Esses termos foram formalizados pelo Tratado de Saint-Germain-en-Laye. As colônias de Canada e Acadia foram devolvidas à Company of One Hundred Associates.
Em 1665, a cidade contava com 550 habitantes distribuídos em 70 casas, sendo um quarto deles membros de ordens religiosas – padres seculares, jesuítas, freiras das Ursulinas e integrantes da ordem que administrava o hospital local, o Hôtel-Dieu.
Québec serviu de base para diversas incursões contra a New England durante as French and Indian Wars. Em 1690, a cidade foi atacada pelos ingleses, mas foi defendida com sucesso. No último dos conflitos, a French and Indian War (Seven Years' War), Québec foi capturada pelos britânicos em 1759 e permaneceu sob seu controle até o fim da guerra, em 1763. Nesse período ocorreram várias batalhas e cercos: a Battle of Beauport, vitória francesa (31 de julho de 1759); a Battle of the Plains of Abraham, na qual tropas britânicas comandadas pelo general James Wolfe derrotaram o general francês Louis-Joseph de Montcalm em 13 de setembro de 1759, tomando a cidade após um breve cerco; e, posteriormente, um contra-ataque francês que resultou na vitória na Battle of Sainte-Foy (28 de abril de 1760), embora o segundo cerco de Québec no mês seguinte tenha culminado na vitória final dos britânicos.

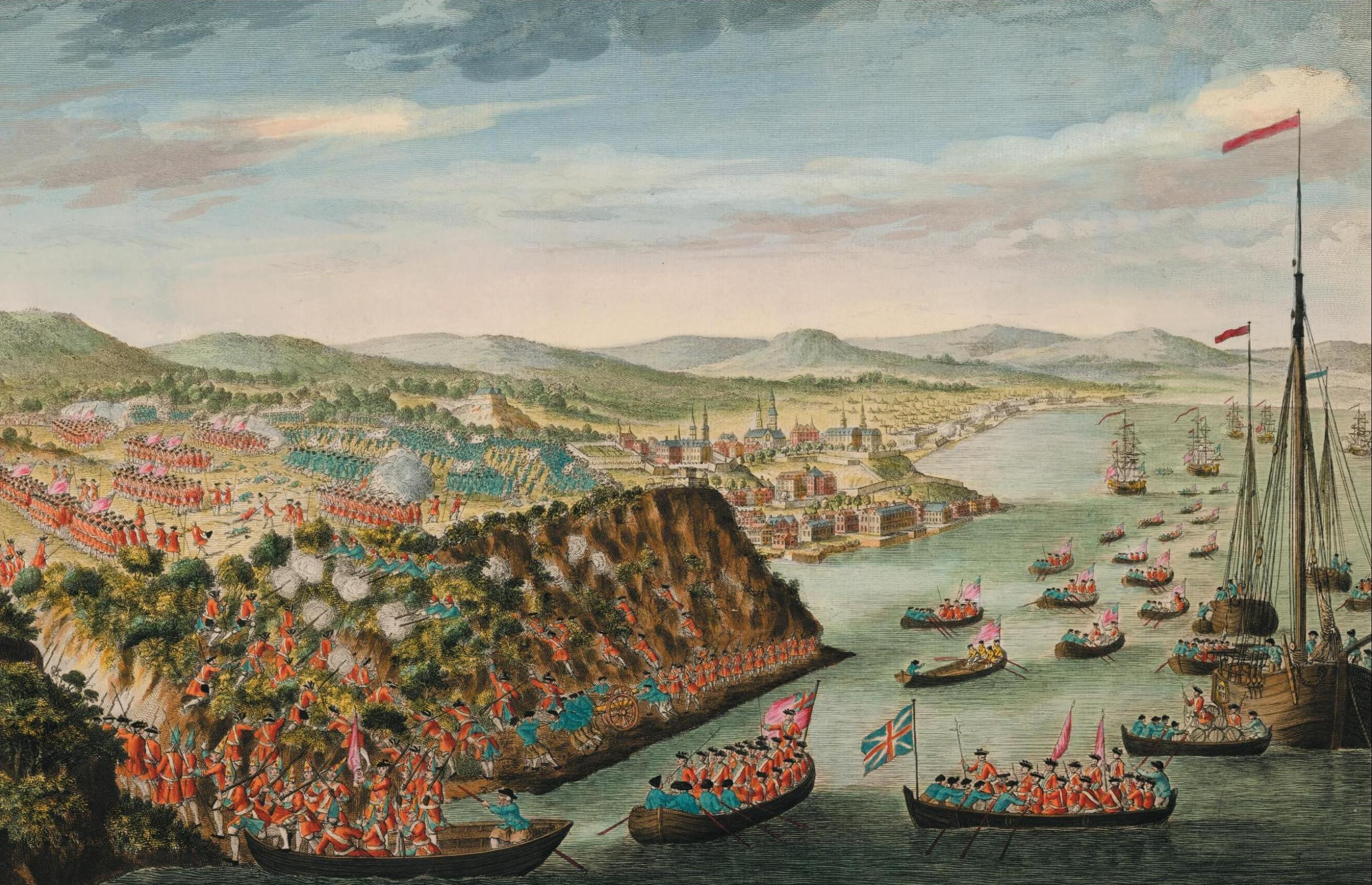
Após uma campanha de três meses, as forças britânicas capturaram a Cidade de Québec após a Batalha dos Planos de Abraham

A França cedeu a New France, incluindo a cidade, à Grã-Bretanha em 1763, quando a French and Indian War terminou oficialmente.
Ao final do domínio francês, Québec era uma cidade de 8.000 habitantes, cercada por florestas, vilas, campos e pastagens. A cidade se destacava por sua arquitetura monumental, fortificações e por abrigar residências de alvenaria e habitações modestas nos subúrbios de Saint-Jean e Saint-Roch. Apesar de sua condição urbana e do status de capital, Québec mantinha estreitos vínculos com o meio rural, e os habitantes das regiões vizinhas trocavam os excedentes de suas fazendas e lenha por produtos importados da França nos dois mercados da cidade.

### Regime britânico – 1760-1867
Em abril de 1760, o marechal de Lévis vence a Batalha de Sainte-Foy. No entanto, a chegada de reforços britânicos obriga o exército francês a recuar para Ville-Marie, que se rende em setembro de 1760. Três anos depois, a maior parte das possessões francesas na América do Norte é cedida à Grã-Bretanha. A antiga capital da Nova França torna-se a capital da Província de Québec. Em 1775, após o segundo congresso continental e antes da revolução americana, a guarnição britânica da cidade de Quebec é atacada sem sucesso pelas tropas americanas de Benedict Arnold durante a Batalha de Quebec. O general americano Richard Montgomery morre no confronto. Já o major general britânico Isaac Brock fortifica a cidade reforçando seus muros e erguendo uma bateria de artilharia pouco antes da guerra de 1812.

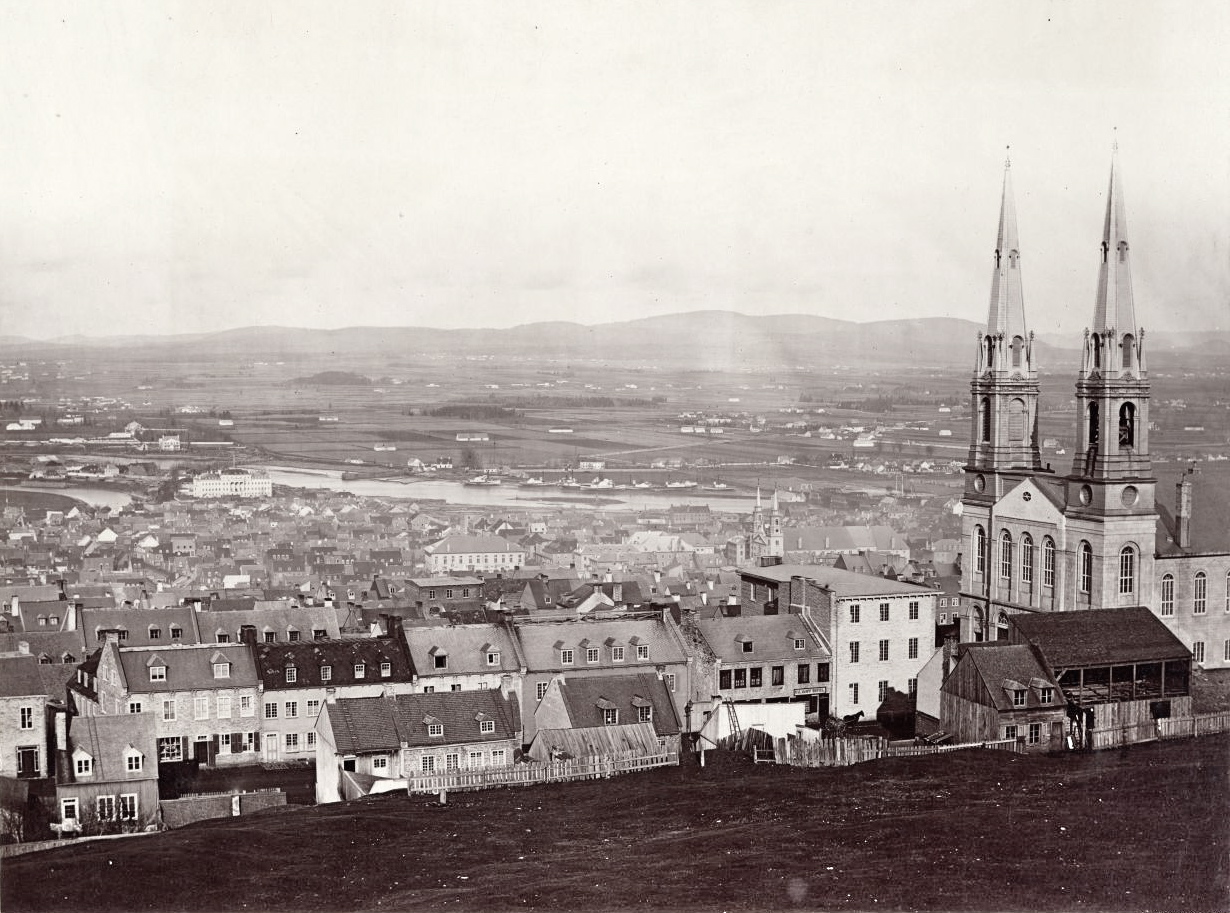
Os subúrbios Saint-Jean-Baptiste e Saint-Roch por volta de 1858.

No início do século XIX e durante um século, o comércio de madeira quadrada rumo à Inglaterra oferece a cidades como Ottawa, mas também a Quebec e Saint-Jean (Novo Brunswick), um produto básico sobre o qual se constrói uma grande comunidade. A consolidação das funções principais da cidade (comércio, defesa e administração), aliada às condições econômicas e à política internacional da época, faz Quebec viver seu apogeu no início do século XIX, em especial entre 1808 e 1827, período em que a população salta de cerca de 9 000 para 27 000 habitantes, um crescimento um pouco maior que o de Montreal, igual ou maior que o das grandes cidades portuárias americanas e bem acima do das cidades inglesas. O Porto de Quebec e sua construção naval prosperam de modo notável. A madeira chegava a Quebec pelo rio, vinda das grandes bacias do norte e do oeste da província. Os navios que transportavam a madeira destinada à exportação não podiam navegar além da cidade rumo a Montreal, então a mercadoria precisava sair de Quebec. Em 1860, havia cerca de 6 000 estivadores no porto da cidade, embora ela tivesse menos de 60 000 habitantes.
Quebec foi a capital (compartilhada com Toronto) do Canadá Unido de 1859 a 1865, antes da transferência definitiva para Ottawa. A “Conferência de Quebec” de 1864 sobre a confederação canadense ocorreu na cidade. Com a perda de importância política nacional, a cidade investe na consolidação de sua função provincial no Canadá francês.
Devido ao crescimento acelerado que nem sempre veio acompanhado de infraestrutura ou qualidade de moradia, a cidade enfrenta dois grandes incêndios: os incêndios de 1845 e o grande incêndio de 1866, destruindo milhares de habitações nos bairros populares de Saint Roch, Saint Sauveur e Saint Valier, a oeste da cidade. Em 1846, mais de 44 pessoas morrem no incêndio do Théâtre Saint-Louis (antigo quartel militar), que não tinha saídas de emergência.
Entre julho e setembro de 1849, um surto de cólera vindo dos Estados Unidos provoca 1 185 mortes na cidade.

### Depois da Confederação – 1872-1917

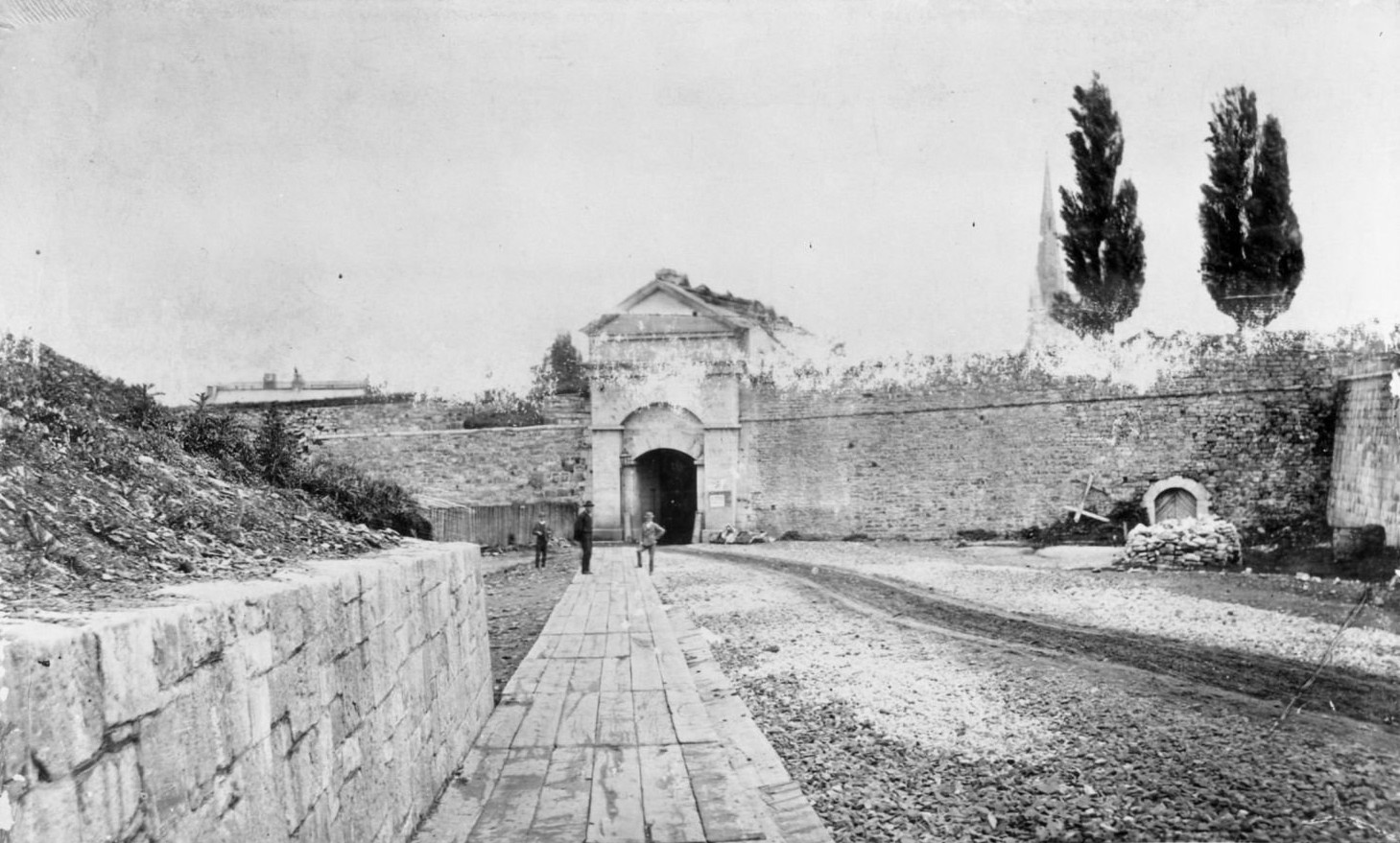
A antiga Porta Saint-Louis em 1880, já ameaçada de demolição

Em 1872, cinco anos depois da Confederação Canadense, o governador-geral do Canadá, Lord Dufferin, decide estabelecer uma residência oficial na Cidadela de Quebec, facilitado pela saída de parte dos oficiais britânicos. Assim que chega a Quebec, Lord Dufferin procura valorizar o patrimônio e a estética da cidade. Ele ordena in extremis a preservação e a renovação das muralhas, já que muitos queriam demolir partes da estrutura, consideradas ultrapassadas segundo ideias de urbanismo inspiradas no Barão Haussmann, que demolira grandes quarteirões em Paris por volta de 1850 para abrir avenidas largas e jardins públicos. Ele também manda elaborar projetos para alargar as Portas de Quebec, atendendo à queixa de que essas estruturas dificultavam a passagem de cargas pesadas. Além disso, cria uma praça pública apoiada ao penhasco, de frente para o rio, que hoje leva seu nome: a terraça Dufferin.
Ao longo dos séculos XIX e XX, a cidade de Quebec é o principal destino de um número crescente de imigrantes vindos anualmente das Ilhas Britânicas para a América do Norte, graças à localização no Rio São Lourenço, a grande via navegável da região. Por volta de 1830, Quebec recebia em média 30 000 imigrantes por ano, dois terços deles irlandeses.
A era de prosperidade da cidade, iniciada no século XIX em função da navegação à vela, continua até a década de 1870, quando começa um declínio econômico. A riqueza vinha da construção naval e da exportação de toras de madeira quadradas. Vários fatores contribuíram para frear essa atividade: o bloqueio de Napoleão, o surgimento de barcos a vapor com casco de aço, o avanço das ferrovias, a escassez de madeira perto dos cursos d’água, a construção de eclusas na Via marítima do São Lourenço que permitem acessar o interior dos Estados Unidos a partir de Montreal, além da baixa retenção dos imigrantes.

### Século XX – 1917-2000

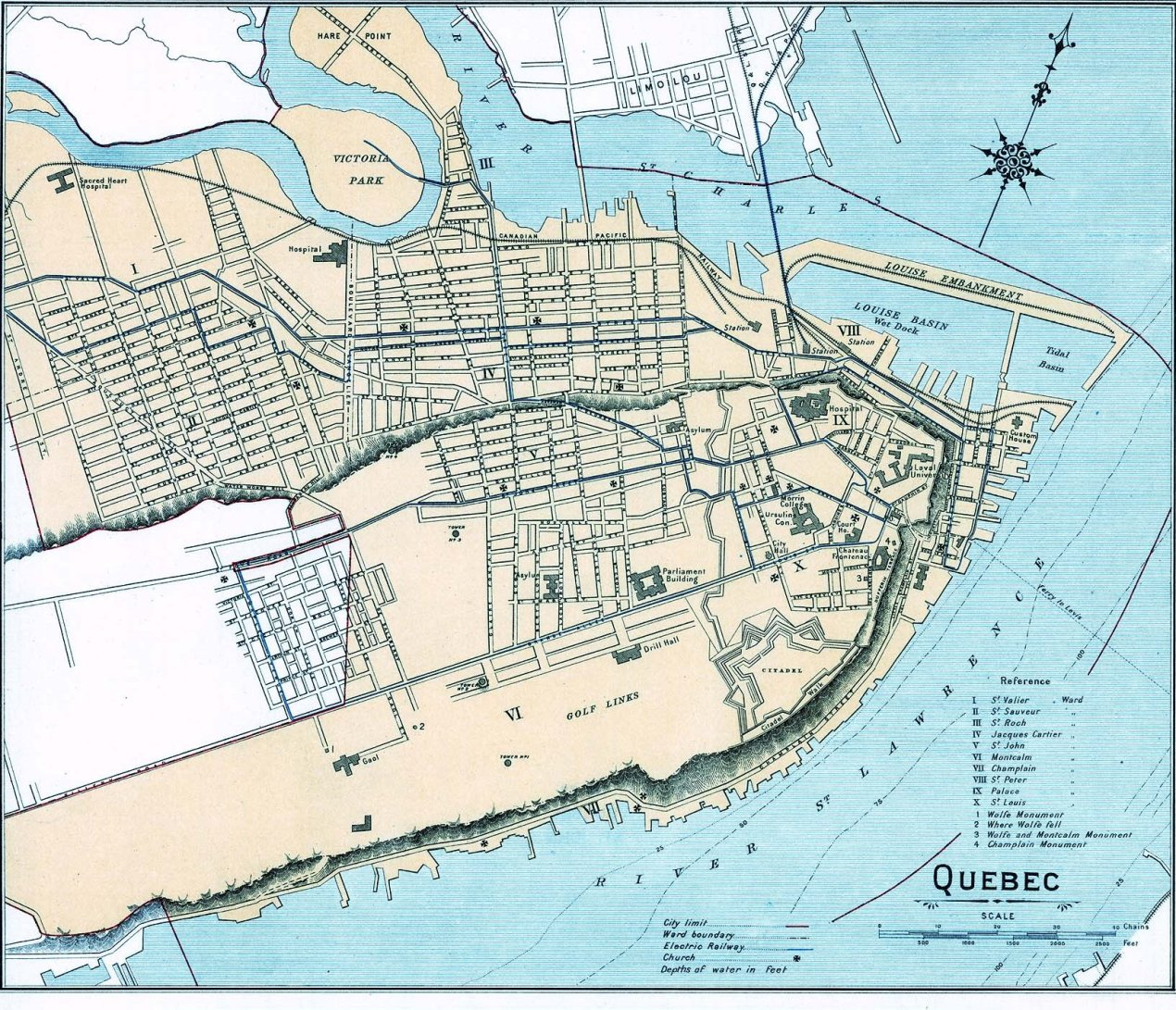
Centro de Quebec em 1906.

Em 1917, é concluída a construção da Ponte de Quebec, ligando a margem norte do Rio São Lourenço à cidade de Lévis, na margem sul. Desde então, ela é a mais longa ponte em pórtico balanço do mundo. Durante as obras, dois desabamentos na parte central custam a vida de mais de 80 operários.
Em 1920, o Royal 22º Regimento se instala na Cidadela. Pela primeira vez desde 1759, tropas de língua francesa passam a guardar o que muitos chamaram de “Gibraltar da América”, pela localização no alto de um promontório.
Durante a Segunda Guerra Mundial, duas conferências interaliadas foram realizadas em Quebec. A primeira reuniu, em 1943, Franklin Delano Roosevelt, presidente dos Estados Unidos; Winston Churchill, primeiro-ministro britânico; William Lyon Mackenzie King, primeiro-ministro do Canadá; e T.V. Soong, ministro das Relações Exteriores da China. A segunda ocorreu em 1944 e contou com Churchill e Roosevelt. Foram realizadas na Cidadela de Quebec e no Château Frontenac.

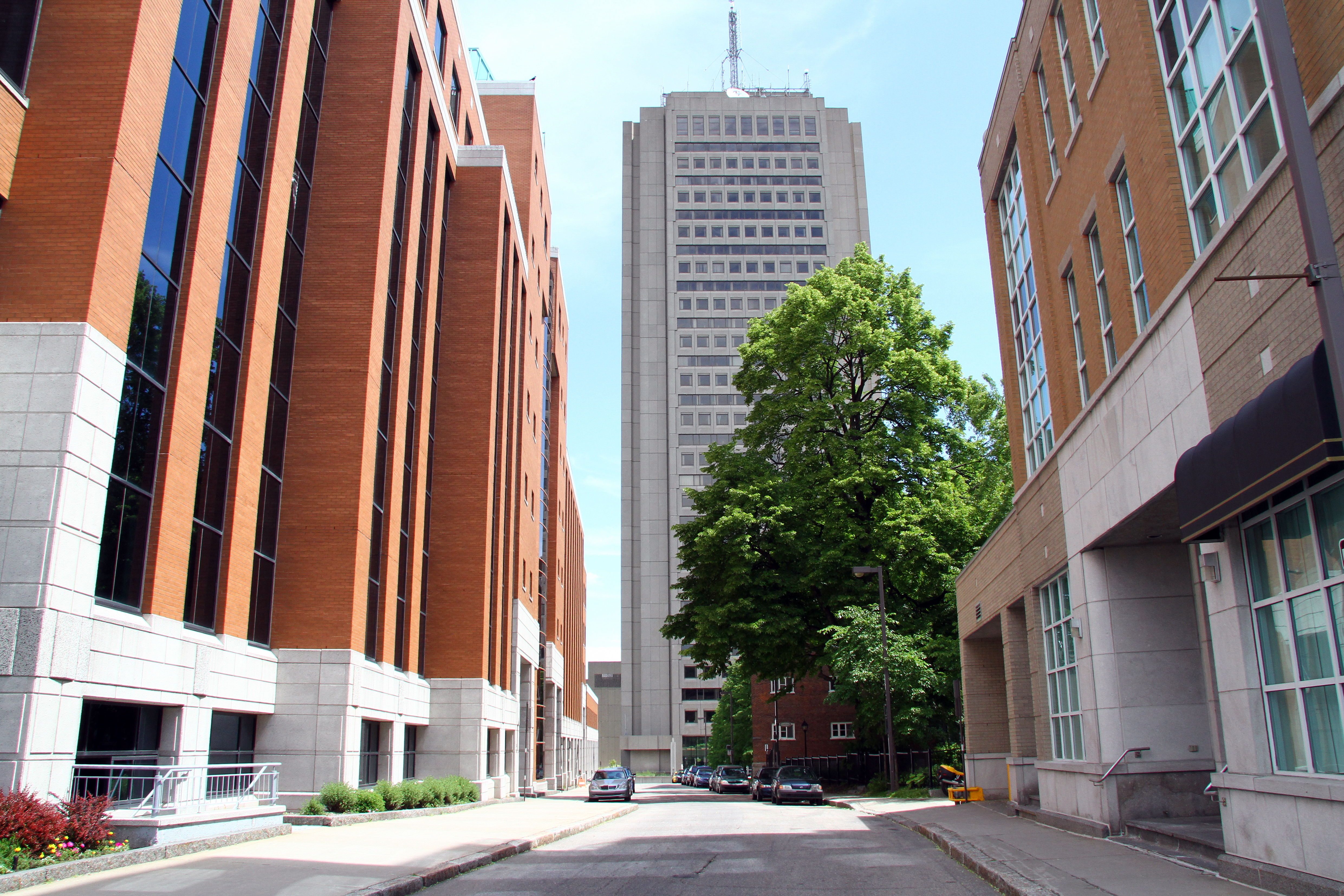
O Edifício Marie-Guyart e, à esquerda, o Edifício Hector-Fabre (Ministério das Relações Internacionais) na Colina Parlamentar de Quebec.

A partir de 1960, a cidade de Quebec se beneficia da construção do Estado quebequense moderno, fruto da Revolução Tranquila. A proporção de empregos na função pública provincial e federal cresce muito, atingindo um pico nos anos 1970, com quase 18%. Nesse período, ergue-se o imponente Edifício Marie-Guyart. Mais tarde, essa porcentagem cai para o mesmo nível de 1951, cerca de 11%.
O distrito histórico de Quebec, o Vieux-Québec, é classificado como patrimônio mundial pela UNESCO em 1985 · . Quebec permanece como a única cidade da América do Norte a manter suas muralhas intactas, com vários bastiões, portas e obras defensivas ainda em torno do Vieux-Québec. A Alta-Vila, no alto do penhasco, é o centro social e administrativo, com igrejas, conventos e monumentos como a redoute Dauphine, a Cidadela e o Château Frontenac, enquanto a Baixa-Vila, com seus bairros antigos, forma um conjunto urbano que é um dos melhores exemplos de cidade colonial fortificada.

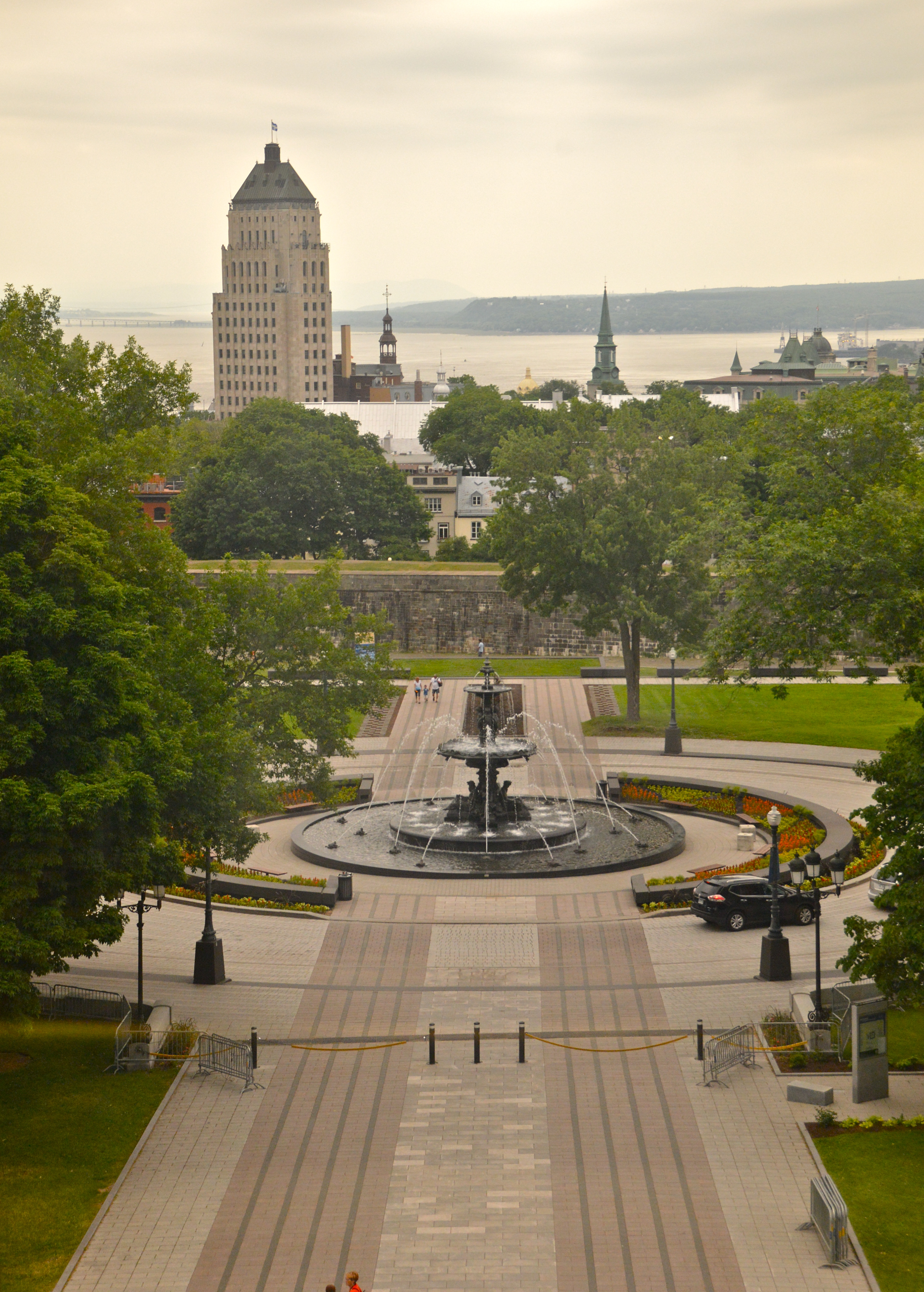
A fonte de Tourny, vista a partir do Palácio do Parlamento do Quebec

Em 1997, o Governo do Quebec cria um órgão estatal, a Commission de la capitale nationale du Québec, para embelezar a capital, dar pareceres e promovê-la.

### Século XXI – 2001 até hoje
Em abril de 2001, Quebec recebe o Encontro das Américas para debater o acordo de livre-comércio das Américas (ALCA). A conferência é marcada por grandes confrontos entre a polícia e manifestantes altermundialistas e pela decisão de isolar parte da cidade onde ocorreu o encontro por motivos de segurança.
Em 1º de janeiro de 2002, a Reorganização municipal de Quebec leva à fusão das cidades da margem norte com a cidade de Quebec, criando a nova grande Quebec. Em 1º de janeiro de 2006, o movimento de desfusões reduz o território municipal, com a restituição das cidades de L'Ancienne-Lorette e Saint-Augustin-de-Desmaures.
Em 2008, a cidade celebra seu 400º aniversário (ela foi fundada em 1608 por Samuel de Champlain). Em homenagem à data, a Maison Simons doa a fonte de Tourny à cidade, vinda de Bordéus, na França, com esculturas de Mathurin Moreau. A fonte fica em frente ao prédio da Assembleia Nacional do Quebec.

### Capital nacional
Desde o início de sua história, Quebec foi a capital de diversos territórios: de 1608 a 1627 e de 1632 a 1763, capital do Canadá e de toda a Nova França; de 1763 a 1791, capital da Província de Quebec; de 1791 a 1841, capital do Baixo Canadá; de 1852 a 1856 e de 1859 a 1866, capital da província do Canadá. Desde 1867, é a capital nacional ·  ·  ·  do Quebec, conforme a Lei C-33.1 sobre a Comissão da Capital Nacional. É sede de várias instituições, entre elas o Parlamento do Quebec com a Assembleia Nacional.
A industrialização da cidade continuou no começo do século XX na cidade de Quebec, e atraindo com isto imigrantes, especialmente franceses. Em 1911, a cidade possuía aproximadamente 80 mil habitantes.
A Primeira Guerra Mundial e especialmente a Segunda Guerra Mundial ajudaram a aumentar bastante a população da cidade, com a criação de muitas fábricas de armamento e munição, e a geração de empregos na cidade. Na Segunda Guerra Mundial, o primeiro-ministro inglês Winston Churchill e o presidente norte-americano Franklin Delano Roosevelt fizeram dois encontros na cidade, em 1943 e 1944, para discutir os rumos da guerra. No término desta, a cidade tinha cerca de 155 mil habitantes, e 164 mil em 1951.
Em 2000, o governo da província de Quebec, então, lideradas pelo Partido Quebequense, decidiu fundir a cidade de Quebec com outras 12 cidades e comunidades na região em uma só. A antiga cidade de Quebec possuía uma área de 93 km² e uma população de aproximadamente 170 mil habitantes. Com a fusão, concretizada em 2002, a nova cidade de Quebec passou a ter quase 548 km² de área e aproximadamente 507 mil habitantes.
A fusão, como em outras realizadas em outras cidades da província (Montreal, Gatineau e Saguenay, por exemplo), foi altamente questionada. Mas não houve referendo pela independência de antigas cidades absorvidas, como aconteceu em Montreal e Gatineau.

## Geografia

### Divisão territorial

Arrondissements de Québec e municípios limítrofes.

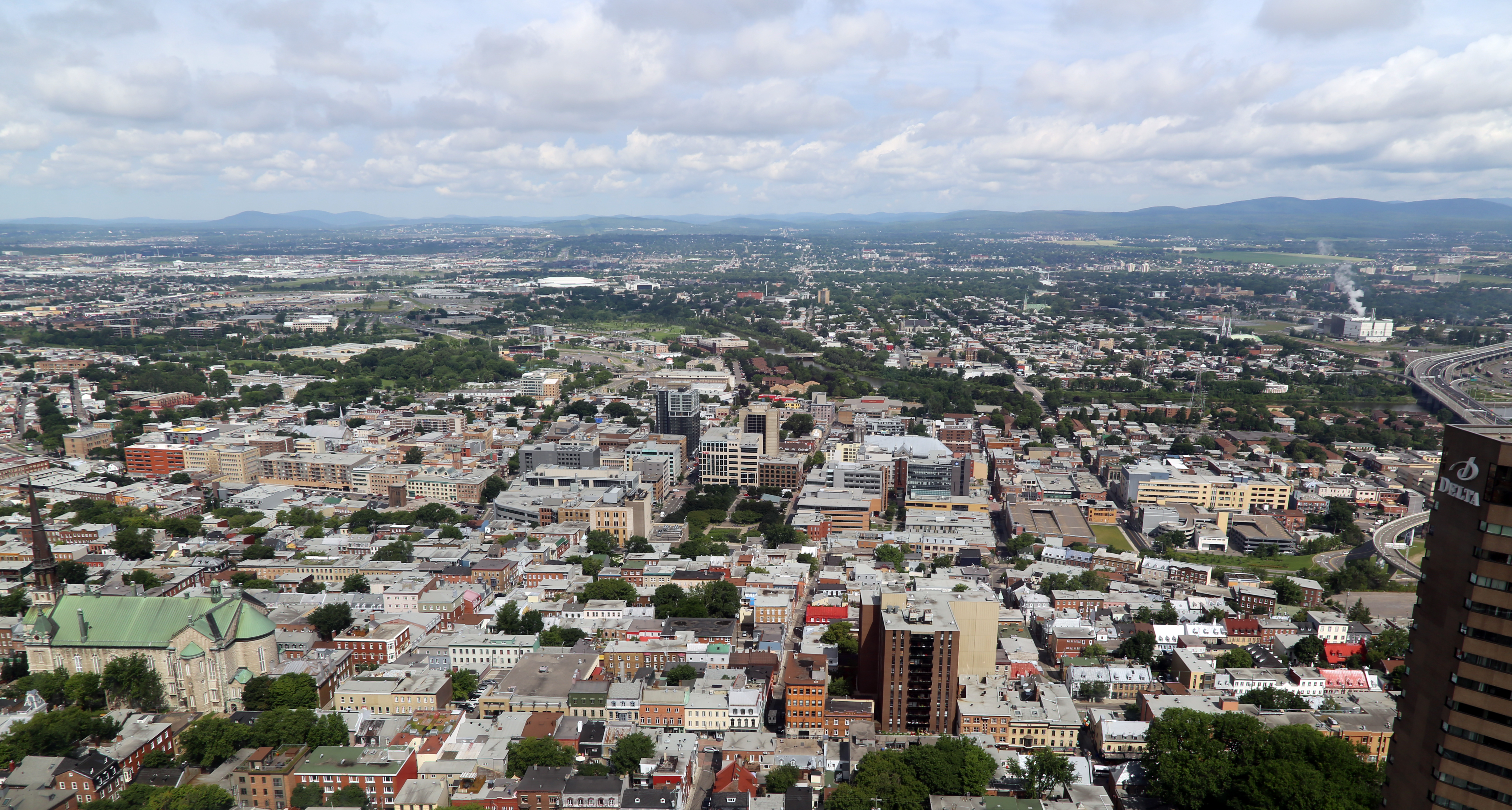
Vista parcial de La-Cité-Limoilou em primeiro plano, seguida por Charlesbourg e Beauport

Québec é dividido em seis arrondissements, subdivididos em 35 bairros e em 21 distritos eleitorais :
- La Cité-Limoilou ;
- Les Rivières ;
- Sainte-Foy–Sillery–Cap-Rouge ;
- Charlesbourg ;
- Beauport ;
- La Haute-Saint-Charles.

#### Territórios enclavados
Québec possui três territórios enclavados: a cidade de L'Ancienne-Lorette, a reserva indígena hurão-wendate de Wendake e a pequena municipalidade paroquial de Notre-Dame-des-Anges.

### Topografia
A topografia particular da cidade, composta por, de um lado, da colline de Québec, onde se encontram os arrondissements Sainte-Foy–Sillery–Cap-Rouge e parte de La Cité-Limoilou, e de outro, do coteau de Beauport, influenciou fortemente a ocupação do território.
A colina de Québec e o coteau passaram por desenvolvimentos sucessivos bastante diversificados desde o início da colonização até os tempos recentes. No planalto da colina, a sucessão dos bairros a partir do Vieux-Québec rumo ao oeste revela não só épocas distintas de urbanização, mas também permite compreender a formação progressiva da Haute-Ville. Essa denominação ganha força em oposição à Basse-Ville, que se desenvolveu aos pés do cap Diamant e em contato direto com o fleuve Saint-Laurent e com o rio Saint-Charles.
A demarcação entre a parte alta e a parte baixa da cidade sempre foi tanto sociológica quanto topográfica, com o planalto abrigando as famílias mais abastadas (exceto o bairro operário de Saint-Jean-Baptiste), enquanto as classes trabalhadoras e desfavorecidas residiam principalmente na parte baixa, tanto ao sul (Cap-Blanc) quanto ao norte (Saint-Roch, Saint-Sauveur e Limoilou).

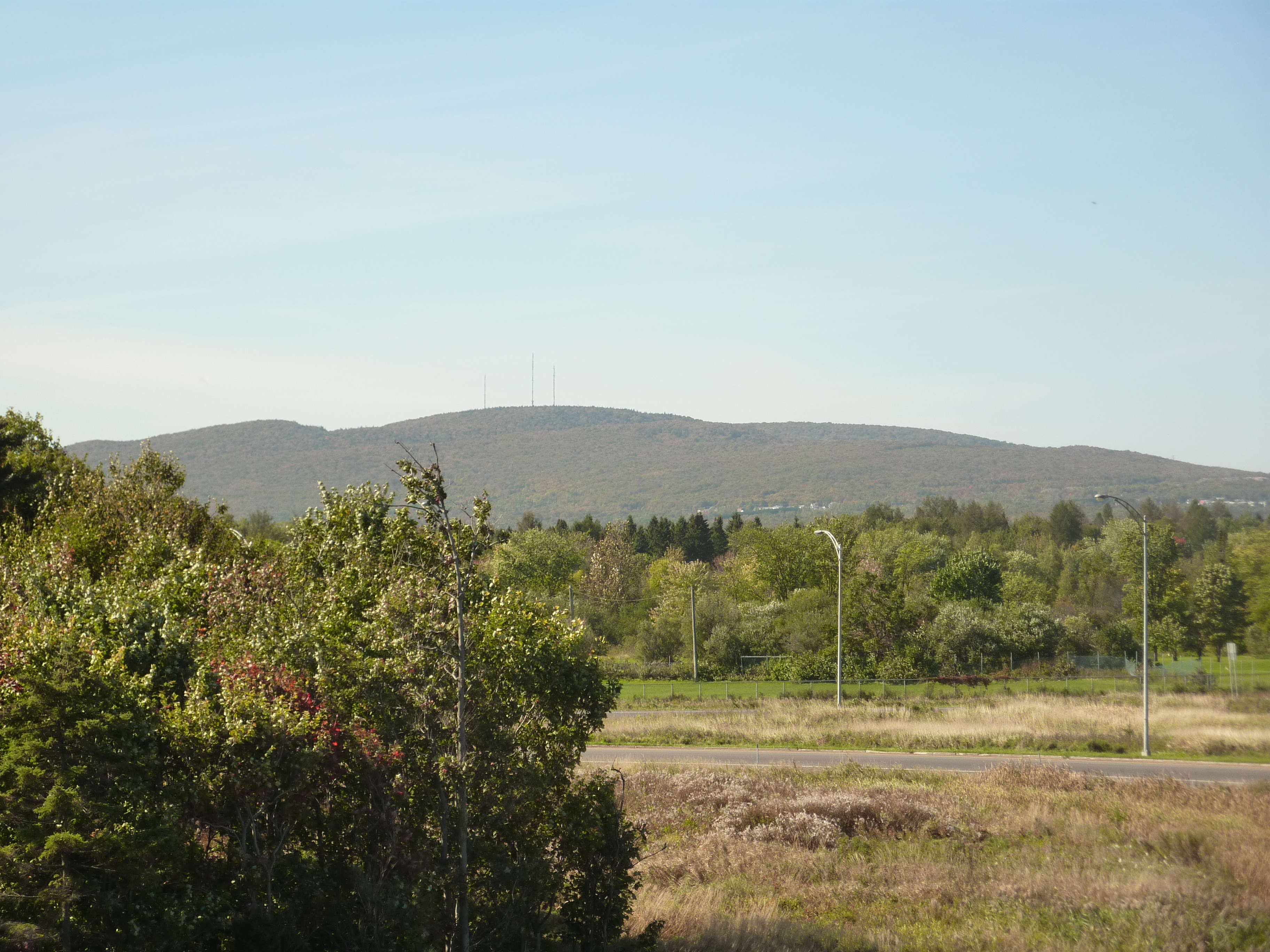
O Mont Bélair, um dos pontos mais altos da cidade.

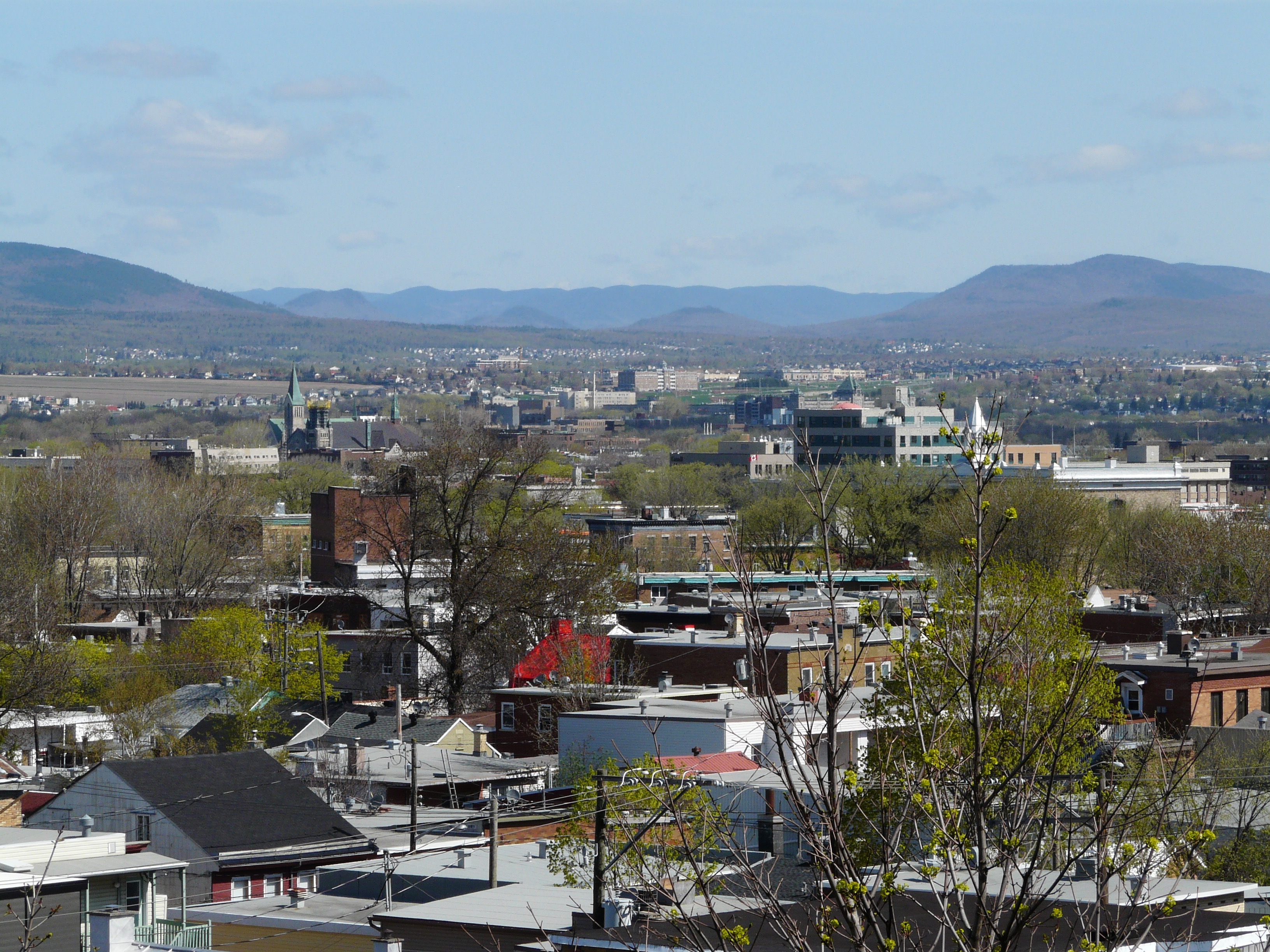
Vista do vale do rivière Montmorency a partir da colline de Québec.

| Nome                       | Altura | Coordenadas                  |
| -------------------------- | ------ | ---------------------------- |
| Montagne des Trois Sommets | metro  | 46° 56′ 36″ N, 71° 14′ 53″ O |
| Mont Bélair                | metro  | 46° 49′ 23″ N, 71° 29′ 38″ O |
| Mont Brillant              | metro  | 46° 53′ 58″ N, 71° 26′ 50″ O |
| Montagne des Ormes         | metro  | 46° 56′ 00″ N, 71° 17′ 39″ O |
| Mont Roland-J.-Auger       | metro  | 46° 50′ 49″ N, 71° 28′ 21″ O |
| Mont Irma-LeVasseur        | metro  | 46° 54′ 05″ N, 71° 20′ 15″ O |
| Mont des Épinettes noires  | metro  | 46° 54′ 58″ N, 71° 16′ 23″ O |
| Colline de Québec          | metro  | 46° 46′ 19″ N, 71° 18′ 07″ O |

### Cursos de água

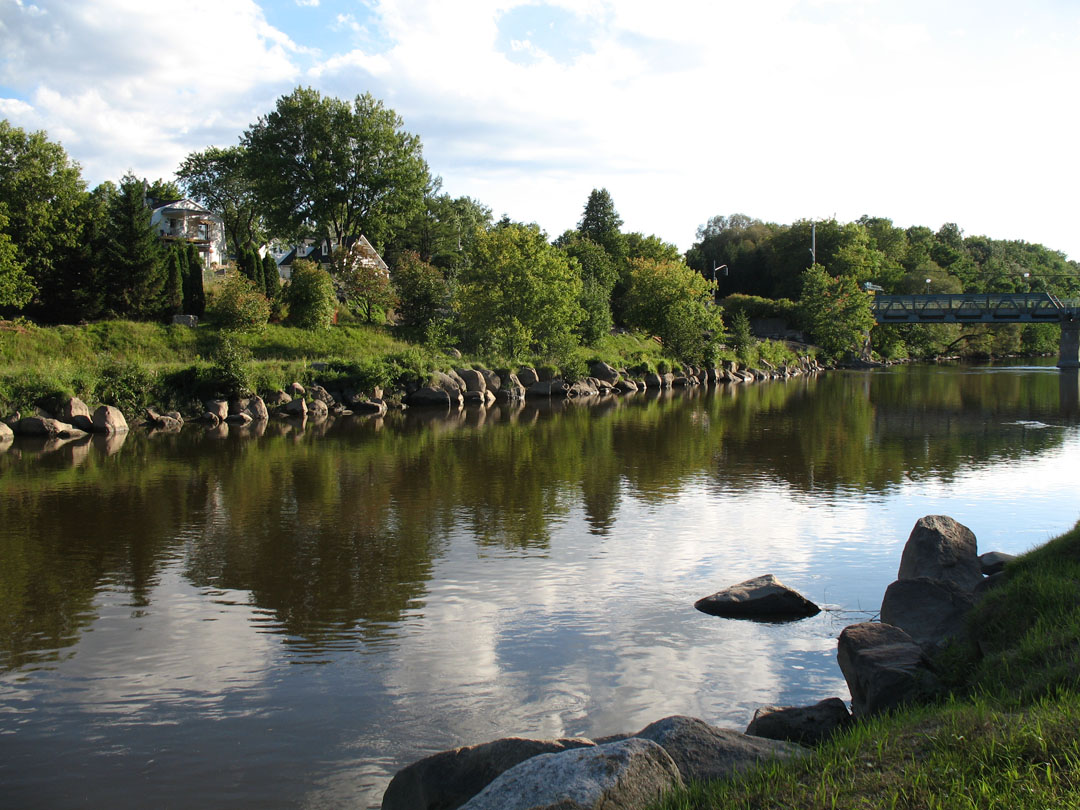
O rio Saint-Charles.

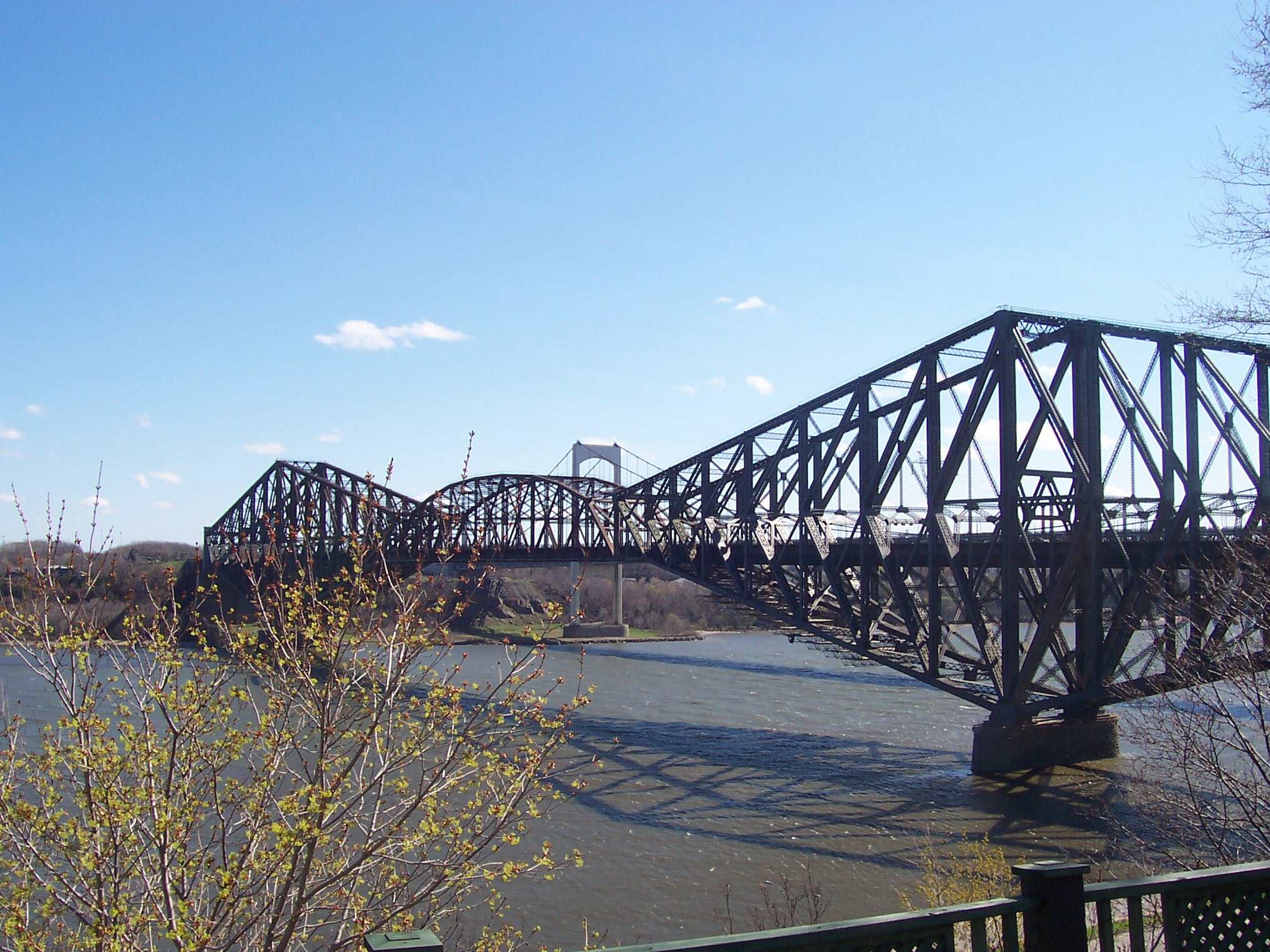
O pont de Québec sobre o fleuve Saint-Laurent.

Vários cursos de água atravessam o território de Québec. A vida da cidade foi primeiramente moldada pela presença do fleuve Saint-Laurent, especialmente do ponto de vista econômico, pois permitiu o estabelecimento de um importante porto comercial e turístico. O desenvolvimento das margens do rio para possibilitar acesso e uso recreativo e turístico aos cidadãos tem recebido investimentos significativos e deve ser concluído para o aniversário 400 da cidade em 2008.
A origem histórica de Québec situa-se na confluência do rio e do rio Saint-Charles, cuja bacia hidrográfica cobre boa parte do território. A bacia do rio Saint-Charles é, aliás, a mais densamente povoada de Québec. Muitos outros riachos, pequenos lagos e rios completam a irrigação da cidade, entre os quais os três mais importantes são o rio Beauport, o rivière du Cap Rouge e o rivière Montmorency. Este último forma as cataratas de Montmorency, as mais importantes do Québec, logo antes de desaguar no rio.

### Parques e jardins
Québec possui numerosos parques e jardins em seu território. São mais de cem, entre eles as Plaines d’Abraham, o Bois-de-Coulonge, as margens do rio Saint-Charles, o parc de la Chute-Montmorency, o parque da América Latina e a Promenade Samuel-De Champlain às margens do fleuve Saint-Laurent, inaugurada em junho de 2008. Trata-se de uma doação do governo de Québec à sua Capitale-Nationale para o [[400e anniversaire de Québec|Predefinição:400e de fundação]].

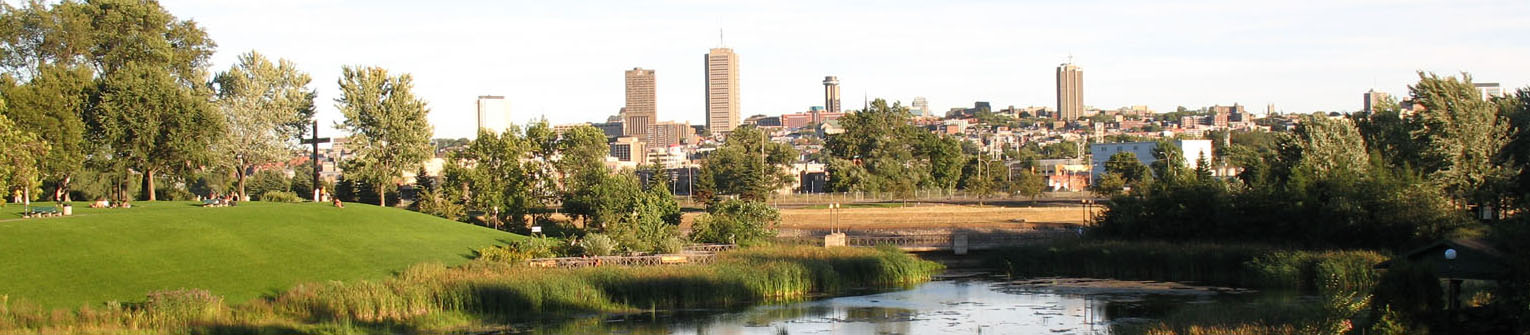
Vista panorâmica do centro de Québec, a partir do parque Cartier-Brébeuf e do rio Saint-Charles.

### Clima

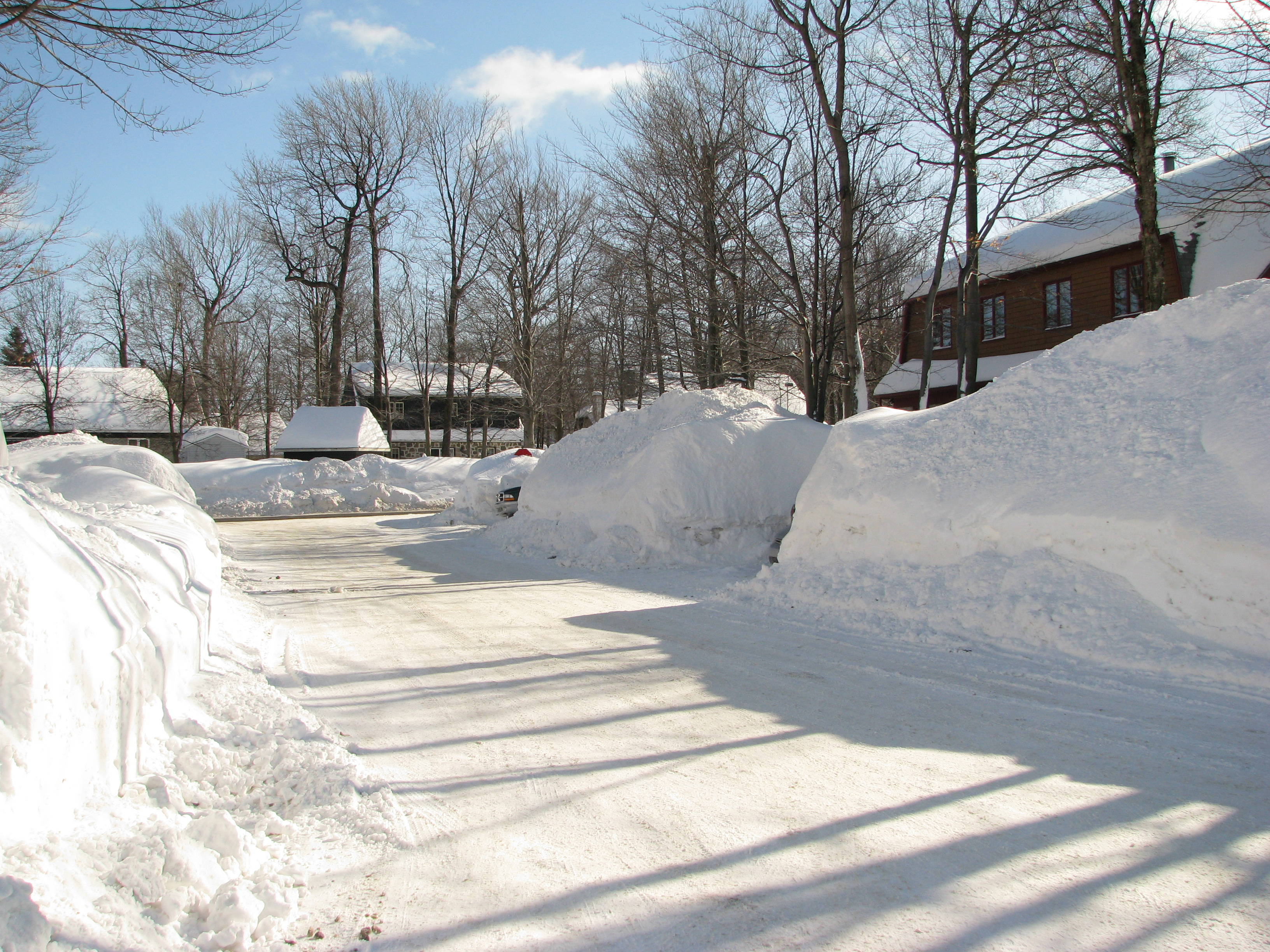
Inverno em Québec.

Com um total anual de precipitações de milímetro, a cidade de Québec situa-se na zona climática continental úmida da província, pertencendo assim ao domínio temperado Seu clima tem influência mais oceânica do que o de Montréal, sendo regulado pelos Grandes Lagos. Caracteriza-se também por quatro estações bem definidas. A diferença média anual das temperaturas é de 32 °C, -12,8 em janeiro, +19,2 em julho (média dia/noite). Os étés são quentes e úmidos, com máximas que podem atingir 35 °C (durante os dias quentes de verão a umidade torna o calor mais intenso) e os hivers muito frios, com mínimas que podem chegar a −35 °C e intensas nevascas. A maior temperatura, de 38,6 °C, foi registrada em 15 de julho de 2013 na estação meteorológica de Beauport. A menor foi registrada em 14 de janeiro de 2015 com −36,7 °C. À parte, na periferia norte da cidade e em Beauce, na margem sul do rio, regiões mais abrigadas dos ventos que frequentemente varrem o vale do Saint-Laurent, a temperatura pode descer excepcionalmente a −45 °C e subir a 35 durante a estação amena, ultrapassando a marca de 30 °C até vinte vezes no verão, enquanto o centro da cidade atinge esse patamar cerca de quinze vezes e o aeroporto, em média, cinco vezes. De fato, nessas mesmas regiões, afastadas do rio, o termômetro pode registrar 8 °C a mais do que no centro (na primavera), quando o vale do Saint-Laurent é varrido pelos ventos do nordeste. Esses ventos trazem ar frio do Golfo Saint-Laurent, onde as águas podem ser até 15 °C mais frias do que as do rio entre Montréal e a ilha de Orléans, a leste de Québec. Os meteorologistas costumam descrever as temperaturas sentidas em Québec levando em conta os índices de refroidissement éolien e humidex. O resfriamento eólico mais intenso foi registrado em 12 de fevereiro de 1967, com -52,4. Quanto ao humidex, o valor mais elevado foi de 49,3 em 1 de agosto de 1975 e 50 em 2 de julho de 2002. Entre essas duas estações, há o automne e a primavera, com chuvas frequentes e algumas nevascas.

Cena de inverno no Château Frontenac

A cidade de Quebec é classificada com um clima hemiboreal clima continental úmido (Dfb na classificação climática Köppen e Dcbc na classificação Trewartha).
Quebec apresenta quatro estações distintas; os verões são quentes e, ocasionalmente, muito quentes, com períodos de temperaturas elevadas que, somadas à alta umidade, geram um índice de calor alto, apesar das médias de máximas entre 22 °C e 25 °C e mínimas entre 11 °C e 13 °C. Os invernos são frios, ventosos e com neve, com médias de máximas de −5 °C e −8 °C e mínimas de −13 °C e −18 °C. A primavera e o outono, embora curtos, apresentam temperaturas que variam do frio ao quente, com ocorrência comum de ondas de calor tardias e de "verão indiano".[carece de fontes?]
Em média, Quebec recebe 1 190 milímetros (46,85 pol) de precipitação, dos quais 899 milímetros (35,39 pol) são em forma de chuva e 303 milímetros (11,93 pol) resultam do derretimento de 316 centímetros (124,4 pol) de neve por ano.
A cidade conta com cerca de 1.916 horas de sol brilhante ao ano, o que corresponde a 41,5% do total possível, sendo o verão a estação mais ensolarada e, ligeiramente, a mais úmida; no inverno, a neve geralmente permanece no solo do final de novembro até meados de abril.
A maior temperatura registrada foi de 36,1 °C em 17 de julho de 1953.
A menor temperatura registrada foi de −36,7 °C (−34
 °F) em 10 de janeiro de 1890 e em 14 de janeiro de 2015.
| Dados climáticos para Sainte-Foy, Quebec City (Quebec City Jean Lesage International Airport)                  | Dados climáticos para Sainte-Foy, Quebec City (Quebec City Jean Lesage International Airport) | Dados climáticos para Sainte-Foy, Quebec City (Quebec City Jean Lesage International Airport) | Dados climáticos para Sainte-Foy, Quebec City (Quebec City Jean Lesage International Airport) | Dados climáticos para Sainte-Foy, Quebec City (Quebec City Jean Lesage International Airport) | Dados climáticos para Sainte-Foy, Quebec City (Quebec City Jean Lesage International Airport) | Dados climáticos para Sainte-Foy, Quebec City (Quebec City Jean Lesage International Airport) | Dados climáticos para Sainte-Foy, Quebec City (Quebec City Jean Lesage International Airport) | Dados climáticos para Sainte-Foy, Quebec City (Quebec City Jean Lesage International Airport) | Dados climáticos para Sainte-Foy, Quebec City (Quebec City Jean Lesage International Airport) | Dados climáticos para Sainte-Foy, Quebec City (Quebec City Jean Lesage International Airport) | Dados climáticos para Sainte-Foy, Quebec City (Quebec City Jean Lesage International Airport) | Dados climáticos para Sainte-Foy, Quebec City (Quebec City Jean Lesage International Airport) | Dados climáticos para Sainte-Foy, Quebec City (Quebec City Jean Lesage International Airport) |
| Mês | Jan                                                                                           | Fev                                                                                           | Mar                                                                                           | Abr                                                                                           | Mai                                                                                           | Jun                                                                                           | Jul                                                                                           | Ago                                                                                           | Set                                                                                           | Out                                                                                           | Nov                                                                                           | Dez                                                                                           | Ano                                                                                           |
| --- | --------------------------------------------------------------------------------------------- | --------------------------------------------------------------------------------------------- | --------------------------------------------------------------------------------------------- | --------------------------------------------------------------------------------------------- | --------------------------------------------------------------------------------------------- | --------------------------------------------------------------------------------------------- | --------------------------------------------------------------------------------------------- | --------------------------------------------------------------------------------------------- | --------------------------------------------------------------------------------------------- | --------------------------------------------------------------------------------------------- | --------------------------------------------------------------------------------------------- | --------------------------------------------------------------------------------------------- | --------------------------------------------------------------------------------------------- |
| Recorde de umidade máxima                                                                                      | 10.6                                                                                          | 11.7                                                                                          | 19.9                                                                                          | 32.9                                                                                          | 40.3                                                                                          | 44.1                                                                                          | 49.2                                                                                          | 49.3                                                                                          | 40.1                                                                                          | 30.9                                                                                          | 24.9                                                                                          | 14.6                                                                                          | 49.3                                                                                          |
| Recorde alta °C (°F)                                                                                           | 17.7 (63.9)                                                                                   | 12.0 (53.6)                                                                                   | 18.3 (64.9)                                                                                   | 29.9 (85.8)                                                                                   | 33.1 (91.6)                                                                                   | 34.2 (93.6)                                                                                   | 35.6 (96.1)                                                                                   | 34.4 (93.9)                                                                                   | 33.9 (93)                                                                                     | 28.3 (82.9)                                                                                   | 22.9 (73.2)                                                                                   | 13.9 (57)                                                                                     | 35.6 (96.1)                                                                                   |
| Média alta °C (°F)                                                                                             | −7.1 (19.2)                                                                                   | −5.0 (23)                                                                                     | 0.4 (32.7)                                                                                    | 8.3 (46.9)                                                                                    | 17.5 (63.5)                                                                                   | 22.5 (72.5)                                                                                   | 25.0 (77)                                                                                     | 24.0 (75.2)                                                                                   | 19.1 (66.4)                                                                                   | 11.3 (52.3)                                                                                   | 3.6 (38.5)                                                                                    | −3.3 (26.1)                                                                                   | 9.7 (49.5)                                                                                    |
| Média diária °C (°F)                                                                                           | −11.9 (10.6)                                                                                  | −10.4 (13.3)                                                                                  | −4.5 (23.9)                                                                                   | 3.5 (38.3)                                                                                    | 11.6 (52.9)                                                                                   | 16.7 (62.1)                                                                                   | 19.5 (67.1)                                                                                   | 18.4 (65.1)                                                                                   | 13.7 (56.7)                                                                                   | 6.8 (44.2)                                                                                    | −0.1 (31.8)                                                                                   | −7.3 (18.9)                                                                                   | 4.7 (40.5)                                                                                    |
| Média baixa °C (°F)                                                                                            | −16.7 (1.9)                                                                                   | −15.7 (3.7)                                                                                   | −9.3 (15.3)                                                                                   | −1.2 (29.8)                                                                                   | 5.6 (42.1)                                                                                    | 10.8 (51.4)                                                                                   | 13.9 (57)                                                                                     | 12.8 (55)                                                                                     | 8.3 (46.9)                                                                                    | 2.4 (36.3)                                                                                    | −3.8 (25.2)                                                                                   | −11.4 (11.5)                                                                                  | −0.4 (31.3)                                                                                   |
| Recorde baixa °C (°F)                                                                                          | −36.7 (−34.1)                                                                                 | −36.1 (−33)                                                                                   | −32.6 (−26.7)                                                                                 | −19.3 (−2.7)                                                                                  | −7.8 (18)                                                                                     | −1.3 (29.7)                                                                                   | 3.9 (39)                                                                                      | 2.2 (36)                                                                                      | −4.8 (23.4)                                                                                   | −10.0 (14)                                                                                    | −24.0 (−11.2)                                                                                 | −33.4 (−28.1)                                                                                 | −36.7 (−34.1)                                                                                 |
| Recorde baixa vento frio                                                                                       | −51.1                                                                                         | −52.4                                                                                         | −41.0                                                                                         | −29.0                                                                                         | −13.6                                                                                         | −1.7                                                                                          | 0.0                                                                                           | 0.0                                                                                           | −7.8                                                                                          | −17.3                                                                                         | −30.8                                                                                         | −48.4                                                                                         | −52.4                                                                                         |
| Média precipitação mm (pol.)                                                                                   | 86.7 (3.413)                                                                                  | 65.7 (2.587)                                                                                  | 77.7 (3.059)                                                                                  | 94.4 (3.717)                                                                                  | 91.8 (3.614)                                                                                  | 114.7 (4.516)                                                                                 | 118.7 (4.673)                                                                                 | 108.7 (4.28)                                                                                  | 111.3 (4.382)                                                                                 | 115.8 (4.559)                                                                                 | 90.9 (3.579)                                                                                  | 96.2 (3.787)                                                                                  | 1 172,6 (46,165)                                                                              |
| Precipitação média mm (pol.)                                                                                   | 24.6 (0.969)                                                                                  | 13.8 (0.543)                                                                                  | 30.2 (1.189)                                                                                  | 71.3 (2.807)                                                                                  | —                                                                                             | —                                                                                             | —                                                                                             | —                                                                                             | —                                                                                             | —                                                                                             | 61.7 (2.429)                                                                                  | 33.7 (1.327)                                                                                  | —                                                                                             |
| Queda de neve média cm (pol.)                                                                                  | 69.1 (27.2)                                                                                   | 64.3 (25.31)                                                                                  | 50.3 (19.8)                                                                                   | 13.1 (5.16)                                                                                   | —                                                                                             | —                                                                                             | —                                                                                             | —                                                                                             | —                                                                                             | —                                                                                             | 25.6 (10.08)                                                                                  | 75.7 (29.8)                                                                                   | —                                                                                             |
| Média de dias de precipitação                                                                                  | 18.2                                                                                          | 14.7                                                                                          | 14.0                                                                                          | 13.7                                                                                          | 13.6                                                                                          | 13.5                                                                                          | 14.7                                                                                          | 13.0                                                                                          | 12.3                                                                                          | 14.9                                                                                          | 14.9                                                                                          | 18.5                                                                                          | 175.9                                                                                         |
| Média de dias chuvosos                                                                                         | 3.3                                                                                           | 2.2                                                                                           | 4.3                                                                                           | 10.3                                                                                          | —                                                                                             | —                                                                                             | —                                                                                             | —                                                                                             | —                                                                                             | —                                                                                             | 9.5                                                                                           | 4.4                                                                                           | —                                                                                             |
| Média de dias ensolarados                                                                                      | 15.4                                                                                          | 13.2                                                                                          | 10.2                                                                                          | 4                                                                                             | —                                                                                             | —                                                                                             | —                                                                                             | —                                                                                             | —                                                                                             | —                                                                                             | 7.0                                                                                           | 16.5                                                                                          | —                                                                                             |
| Média umidade relativa (%) (at 1500 LST)                                                                       | 70.0                                                                                          | 65.5                                                                                          | 61.1                                                                                          | 56.5                                                                                          | 52.2                                                                                          | 56.9                                                                                          | 59.3                                                                                          | 60.1                                                                                          | 62.7                                                                                          | 65.4                                                                                          | 70.6                                                                                          | 75.1                                                                                          | 63.0                                                                                          |
| Média mensal horas de sol                                                                                      | 98.9                                                                                          | 121.2                                                                                         | 152.0                                                                                         | 170.6                                                                                         | 211.1                                                                                         | 234.7                                                                                         | 252.3                                                                                         | 232.0                                                                                         | 163.0                                                                                         | 122.0                                                                                         | 76.6                                                                                          | 81.9                                                                                          | 1 916,3                                                                                       |
| Por cento luz do sol possível                                                                                  | 35.5                                                                                          | 41.8                                                                                          | 41.3                                                                                          | 41.9                                                                                          | 45.3                                                                                          | 49.6                                                                                          | 52.7                                                                                          | 52.7                                                                                          | 43.1                                                                                          | 36.0                                                                                          | 27.1                                                                                          | 30.7                                                                                          | 41.5                                                                                          |
| Fonte: Environment and Climate Change Canada (sun 1981–2010) (extremes 1875–1959) and Weather Atlas (UV index) |                                                                                               |                                                                                               |                                                                                               |                                                                                               |                                                                                               |                                                                                               |                                                                                               |                                                                                               |                                                                                               |                                                                                               |                                                                                               |                                                                                               |                                                                                               |

#### Verão
No verão, o tempo é geralmente ensolarado, mas quando o ar está quente e úmido, podem ocorrer orages violentos com a passagem de frentes frias.

#### Inverno
As primeiras neves geralmente chegam em outubro ou novembro, e a acumulação contínua de neve costuma iniciar por volta de 22 de novembro de terminando por volta de 16 de abril de (dados do Environment Canada). No inverno 2006-2007, Québec experimentou longos períodos de temperaturas bem acima da média, e a acumulação contínua de neve só começou a partir de meados de janeiro. No inverno 2015-2016, o frio se intensificou apenas a partir de 15 de fevereiro de mas persistiu até o final de abril, décembro 2015 assim como setembro do mesmo ano, que foi o mais quente em um século. Em contrapartida, o inverno 2007-2008 registrou um aumento no número de tempestades de neve e o recorde de precipitações foi superado, com mais de centímetro acumulados Uma das tempestades de inverno mais notáveis que atingiu Québec foi a de março de 1971, apelidada de « a tempestade do século ». Em 1972, uma réplica ocorreu nos dias 22 e 23 de março de 1972, esta última não tendo atingido o sul de Québec, passando despercebida entre os entusiastas de estatísticas. Entre as tempestades memoráveis, não se deve esquecer a de 20 a 22 de fevereiro de 1997 (centímetro), a de 16 de dezembro de 2003 (centímetro), as dos dias 3 e 16 de dezembro de 2007 (cada uma com centímetro) e, por fim, as dos dias 8 e 9 de março de 2008 com centímetro. Note-se que as três últimas bordadas mencionadas pertencem à famosa temporada 2007-2008, que viu Québec receber centímetro de neve. A altura média da neve no solo atinge, geralmente, seu máximo (cerca de centímetro em média) por volta do final de fevereiro ou início de março. A camada mais espessa chegou a centímetro em 23 de fevereiro de 1976.

### Distritos e bairros

Mapa dos seis distritos que compõem a Cidade de Quebec

Em 1º de janeiro de 2002, as 12 antigas cidades de Sainte-Foy, Beauport, Charlesbourg, Sillery, Loretteville, Val-Bélair, Cap-Rouge, Saint-Émile, Vanier, L'Ancienne-Lorette, Saint-Augustin-de-Desmaures e Lac-Saint-Charles foram anexadas à Cidade de Quebec. Isso fez parte de diversas fusões municipais ocorridas em todo o Quebec na mesma data. Após um referendo de cisão, L'Ancienne-Lorette e Saint-Augustin-de-Desmaures foram restabelecidas como municípios separados em 1º de janeiro de 2006, mas as outras antigas cidades continuam fazendo parte de Quebec. Em 1º de novembro de 2009, a cidade reorganizou seus distritos, reduzindo o número de 8 para 6.
Os seis distritos (em francês: arrondissements) da Cidade de Quebec são divididos em 35 bairros (em francês: quartiers). Em muitos casos, o nome do bairro permaneceu o mesmo da antiga cidade (em francês: ville) ou município paroquial que substituiu. Cada bairro elege seu próprio conselho, cujos poderes se baseiam em consultas públicas.
Comparada a outras cidades da América do Norte, há menos variação entre as rendas médias dos bairros, embora existam algumas disparidades. As antigas cidades a sudoeste (Sillery, Cap-Rouge e Sainte-Foy) são consideradas as mais abastadas, assim como partes de Montcalm e da Velha Quebec.[carece de fontes?]
As áreas tradicionalmente operárias ficam na parte baixa da cidade, abaixo da Velha Quebec (Saint-Sauveur e Saint-Roch), e logo após o Rio Saint-Charles ao norte (Vanier e Limoilou). Porém, partes de Limoilou, Saint-Sauveur e, especialmente, Saint-Roch têm passado por processos de gentrificação nas últimas duas décadas, atraindo jovens profissionais e a construção de novos escritórios e condomínios.

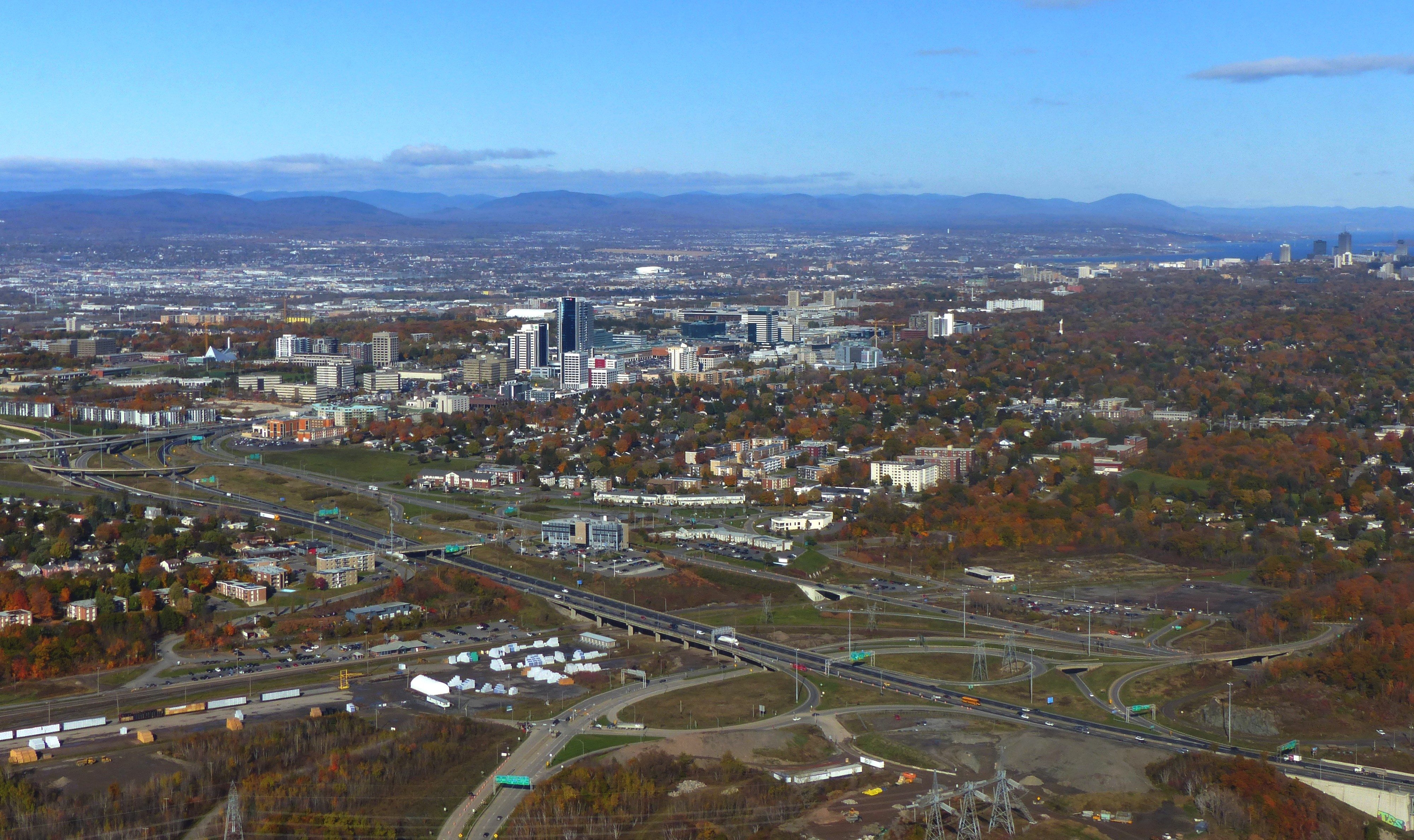
Vista aérea nordeste a partir da área da Ponte de Quebec. Em primeiro plano, o bairro Saint-Louis, em Sainte-Foy, e os prédios modernos do boulevard Laurier

As seções ao norte (Loretteville, Val-Bélair) e a leste (Beauport, Charlesbourg) são majoritariamente formadas por subúrbios de classe média com áreas industriais.
| Distritos                      | Bairros |
| ------------------------------ | --- |
| 1 La Cité-Limoilou             | La Cité: 1-1 Vieux-Québec–Cap-Blanc–colline Parlementaire · 1-2 Saint-Roch · 1-3 Saint-Jean-Baptiste · 1-4 Montcalm · 1-5 Saint-Sauveur · 1-6 Saint-Sacrement · Limoilou: 6-1 Vieux-Limoilou · 6-2 Lairet · 6-3 Maizerets |
| 2 Les Rivières                 | 2-1 Neufchâtel-Est–Lebourgneuf · 2-2 Duberger-Les Saules · 2-3 Vanier |
| 3 Sainte-Foy–Sillery–Cap-Rouge | 3-1 Sillery · 3-2 Cité universitaire · 3-3 Saint-Louis · 3-4 Plateau · 3-5 Pointe-de-Ste-Foy 8-2 L'Aéroport · 8-3 Cap-Rouge                                                                                               |
| 4 Charlesbourg                 | 4-1 Notre-Dame-des-Laurentides · 4-2 Quartier 4-2 · 4-3 Quartier 4-3 · 4-4 Jésuites, Quebec City · 4-5 Quartier 4-5 · 4-6 Quartier 4–6                                                                                    |
| 5 Beauport                     | 5-1 Quartier 5-1 · 5-2 Quartier 5-2 · 5-3 Chutes-Montmorency · 5-4 Quartier 5-4 · 5-5 Vieux-Moulin |
| 7 La Haute-Saint-Charles       | 7-1 Lac-Saint-Charles · 7-2 Saint-Émile · 7-3 Loretteville · 7-4 Des Châtels · 8-1 Val-Bélair |

## Administração

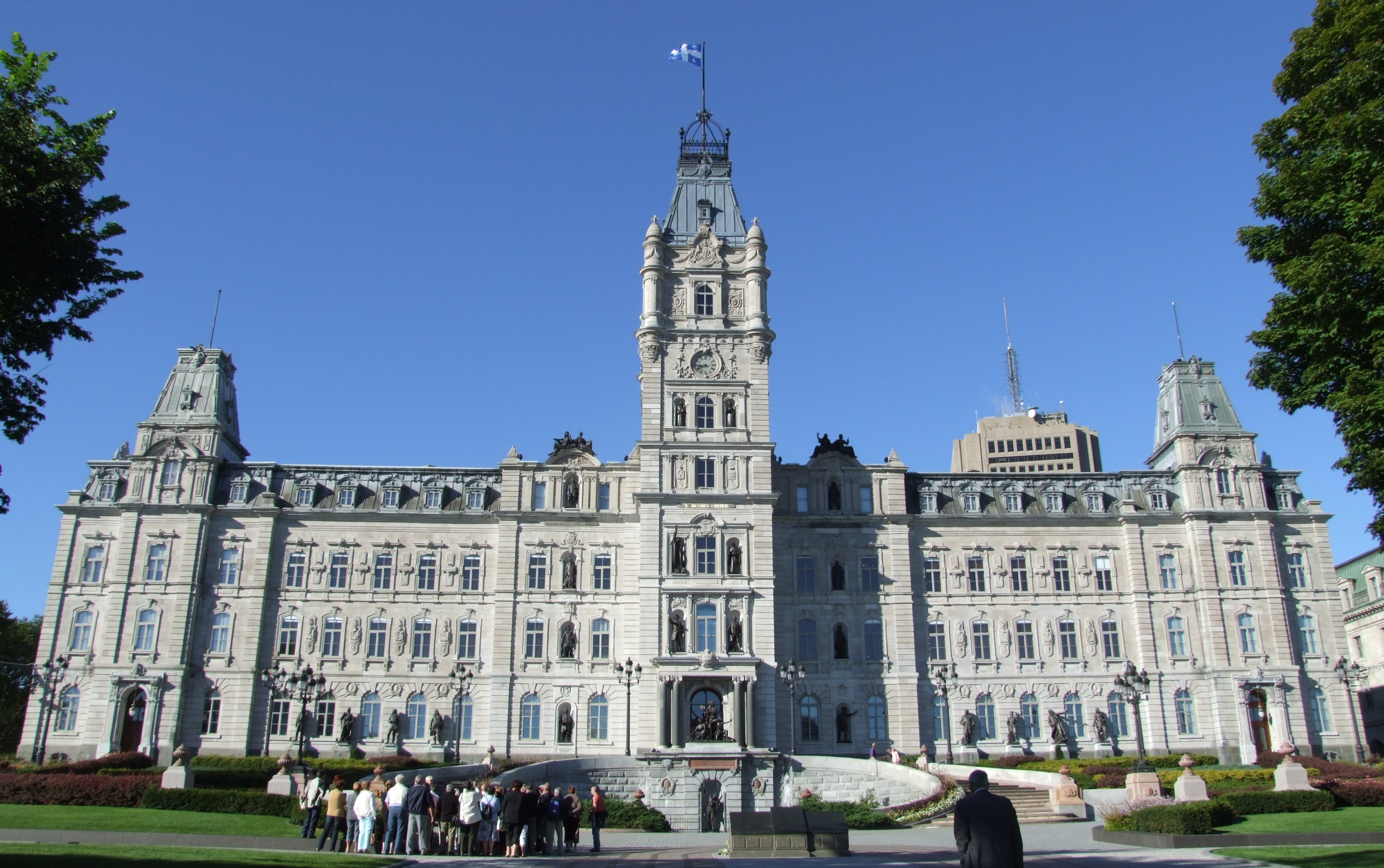
O parlamento provincial de Quebec

A cidade de Quebec possui um sistema de administração formada por um prefeito e um Conselho. O prefeito e os 39 membros do conselho municipal são eleitos pela população para mandatos de até quatro anos de duração.
A maior parte da receita do orçamento da cidade provém de impostos taxados a propriedades, venda de produtos e taxação de companhias sediadas na cidade. Porém, aproximadamente um terço das propriedades instaladas na cidade não pagam impostos, como igrejas, edifícios governamentais e outras instituições de caráter público, e a cidade depende muito de verbas provenientes do governo nacional ou do governo provincial.

## Província ou Colônia?
Apesar de Quebec pertencer à província Quebec, ela é considerada colônia; seus residentes, sendo maior parte descendentes de franceses, compõem o que chamam de ville américaine.

## Demografia
A maior parte da população da cidade, cerca de 92%, é católica, 1.3% são protestantes, e 5,9% não possuem afiliação religiosa. Cerca de 96% da população da cidade são descendentes de franceses, sendo o resto descendentes de ingleses, escoceses ou irlandeses. Cerca de 98% dos habitantes de Quebec nasceram no Canadá, sendo que aproximadamente 80% da população possui o francês como idioma materno. 98% da população da cidade é branca.
A taxa de fertilidade da cidade é baixa, e apenas 16% da população da cidade possui 14 anos de idade ou menos, enquanto pessoas com 65 anos de idade ou mais constituem 13% da população.
No Censo de 2021 conduzido pela Statistics Canada, Quebec registrou 549.459 habitantes em 265.711 de seus 283.219 domicílios particulares, variação de Predefinição:Percentage em relação a 2016 (531.902 habitantes). A área de terra é de 452,3 km2 (174,6 sq mi), resultando em uma densidade populacional de Predefinição:Pop density. A região metropolitana contava com 839.311 pessoas. Em 2016, 20,6% da população tinha 65 anos ou mais, contra 16,9% na média do Canadá, e a idade mediana era de 43,3 anos, acima dos 41,2 anos do país. Entre 2011 e 2016, a cidade cresceu 3%. Em 2021, 9,4% dos moradores faziam parte de minorias visíveis, enquanto a média nacional era de 26,5%; o maior grupo era de negros (4,1%). Indígenas eram 1,8%, e dados anteriores indicam que a maioria da população tinha origem europeia, seguida por grupos como africanos, árabes, latino-americanos e outros. Em 2021, 8,5% da população total era imigrante, principalmente oriunda de França, Colômbia, Marrocos, Costa do Marfim, Camarões, Argélia, Tunísia, República Democrática do Congo, Haiti e Brasil. A maioria dos residentes tem o francês como língua materna e cerca de 1,5% é anglófona. No Censo de 2021, 90,6% só falavam francês, 1,4% só falavam inglês e 0,8% falavam ambos, com o restante usando outros idiomas. Em termos religiosos, 65,5% se declararam cristãos, 30,5% sem religião e 3,3% muçulmanos, com valores mais baixos para outras crenças.

## Economia
A proximidade da cidade de Quebec com Montreal, localizado a apenas 250 quilômetros da cidade, limitou o desenvolvimento industrial da cidade de Quebec. Mesmo assim, mais de 500 companhias de manufaturação possuem fábricas na cidade, com quase 20 mil trabalhadores, e produzem aproximadamente anualmente produtos na ordem de 1,3 bilhão de dólares canadianos.
Depois da indústria de manufatura, a principal fonte de renda da cidade é o turismo. A maioria dos turistas que visitam a cidade vêm de outras cidades da província de Quebec, seguidas dos turistas que vêm de outras partes do Canadá. O terceiro maior grupo é o dos turistas vindos dos Estados Unidos.

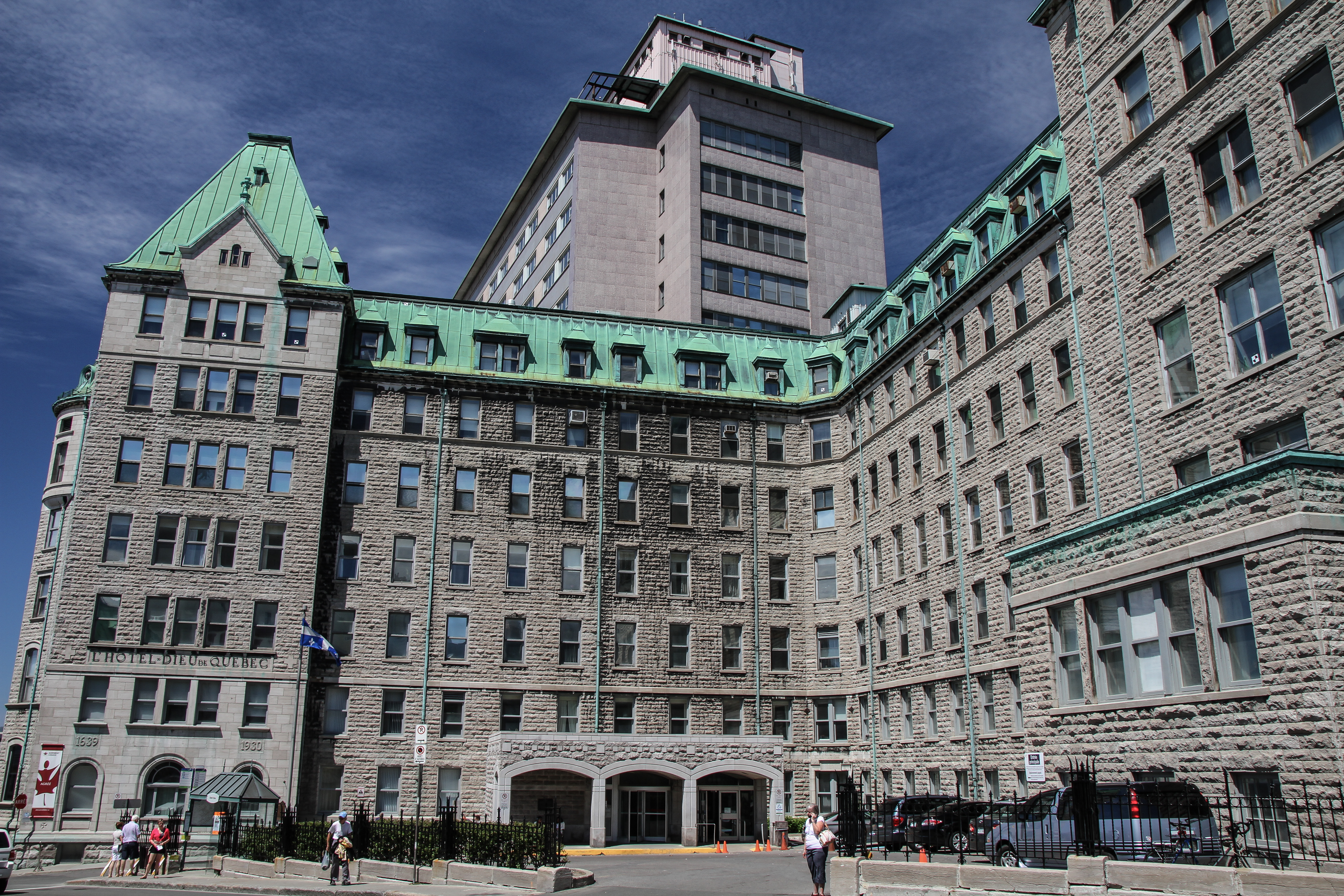
Hôtel-Dieu de Québec é um dos três hospitais operados pelo CHUQ, o maior empregador na Cidade de Quebec.

A maior parte dos empregos em Quebec concentra-se em administração pública, defesa, serviços, comércio, transporte e turismo. Por ser a capital provincial, a cidade se beneficia como centro regional de administração e serviços. Em 2007, o governo do Quebec era seu maior empregador, com 27.900 funcionários. O CHUQ (rede hospitalar local) era o maior empregador institucional, com mais de dez mil funcionários também em 2007. Em junho de 2018, a taxa de desemprego foi de 3,8%, menor que a média nacional (6,0%) e a segunda mais baixa entre as 34 maiores cidades do Canadá, atrás de Peterborough (2,7%).
Cerca de 10% dos empregos são no setor de manufatura. Os principais produtos incluem papel e celulose, alimentos processados, artigos de metal/madeira, químicos, eletrônicos e equipamentos elétricos, além de materiais impressos. Sediadas na cidade estão a varejista de moda La Maison Simons; as empresas de engenharia BPR e Norda Stelo; o fundo de investimento imobiliário Cominar; as seguradoras Beneva, Industrial Alliance, Promutuel e Union Canadienne; as produtoras de jogos de computador Beenox, Gearbox Software, Frima Studio, Sarbakan e Ubisoft; as farmacêuticas AeternaZentaris e DiagnoCure; as agências de marketing Amalgame, Cossette e Vision 7; e as empresas de tecnologia Institut National d'Optique (INO), EXFO e OptoSecurity. É também o local da única fábrica de cigarros da Rothmans, Benson & Hedges.

### Distritos comerciais
Embora os distritos comerciais tradicionais, com prédios de escritórios, estejam na Colina do Parlamento (sobretudo para a administração provincial) e em Saint-Roch (atual polo de TI e indústria de videogames), surgiu um mais recente na região do  fr em Sainte-Foy, para onde vários escritórios de contabilidade e advocacia se mudaram desde os anos 2000. Outras áreas suburbanas com potencial incluem Lebourgneuf, destinada a escritórios privados, e a rua Estimauville, onde o Governo do Canadá já tem funcionários e onde mais servidores municipais devem se instalar na década de 2020.

## Educação

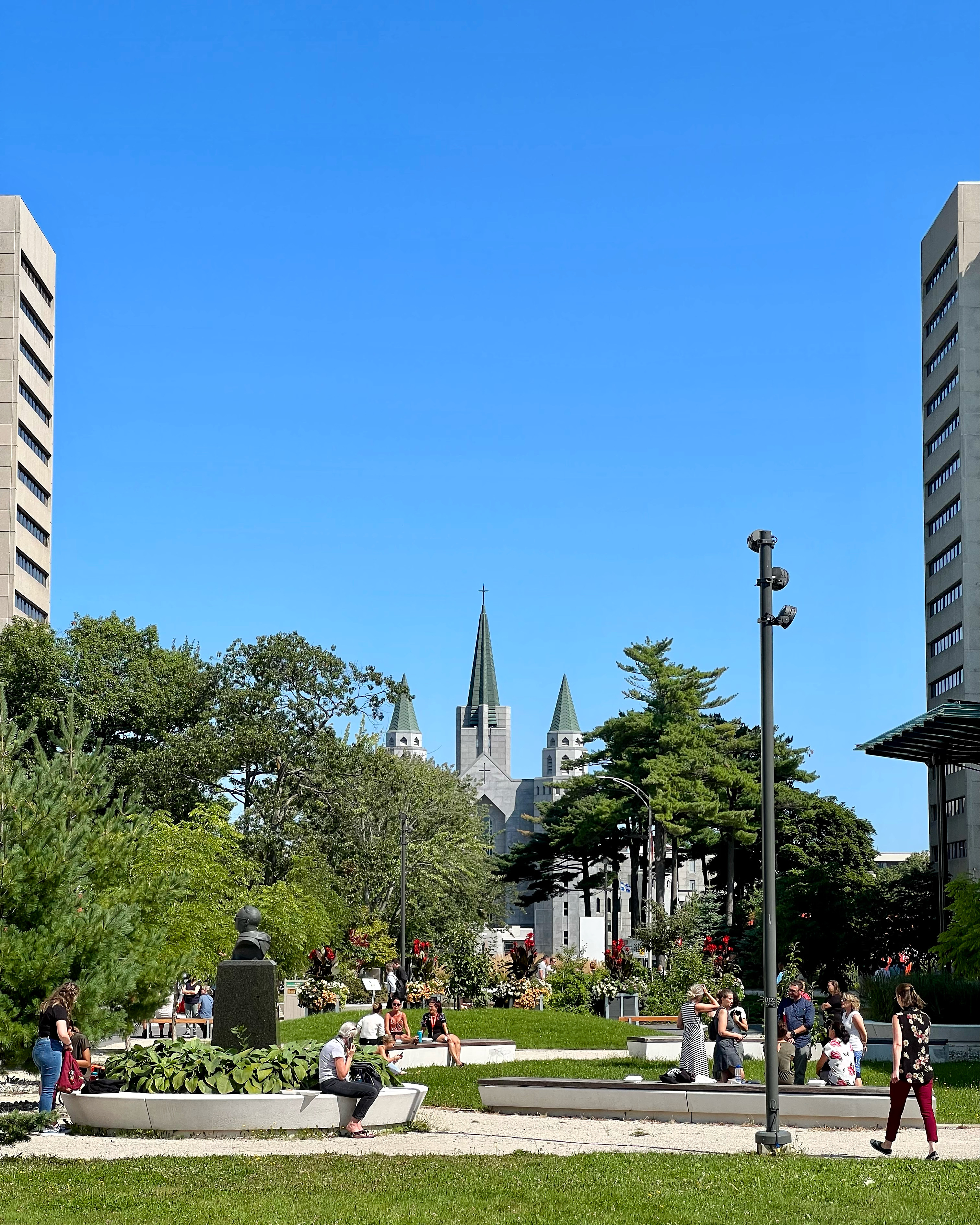
O câmpus da Universidade Laval.

- Escolas: O sistema público de educação da cidade de Quebec é bilíngue, ou seja, possui escolas que ensinam primariamente em francês (que compõem a grande maioria do sistema escolar da cidade), ou inglês.
- Bibliotecas: A cidade de Quebec possui um total de cinco bibliotecas municipais, mais uma biblioteca provincial e outra nacional. Uma oitava biblioteca está localizada na Universidade de Laval. A maior parte do catálogo das bibliotecas são edições em francês, embora algumas edições possam ser encontradas em inglês.
- Universidades: O Quebec possui duas universidades. A Universidade Laval, que cobre uma área de 1,2 km², 30 estruturas, todas conectadas por um sistema de túneis de dez quilômetros de comprimento. Foi a primeira universidade francófona do continente americano. A segunda universidade é a Universidade do Quebec (campus central).

## Pontos de interesse

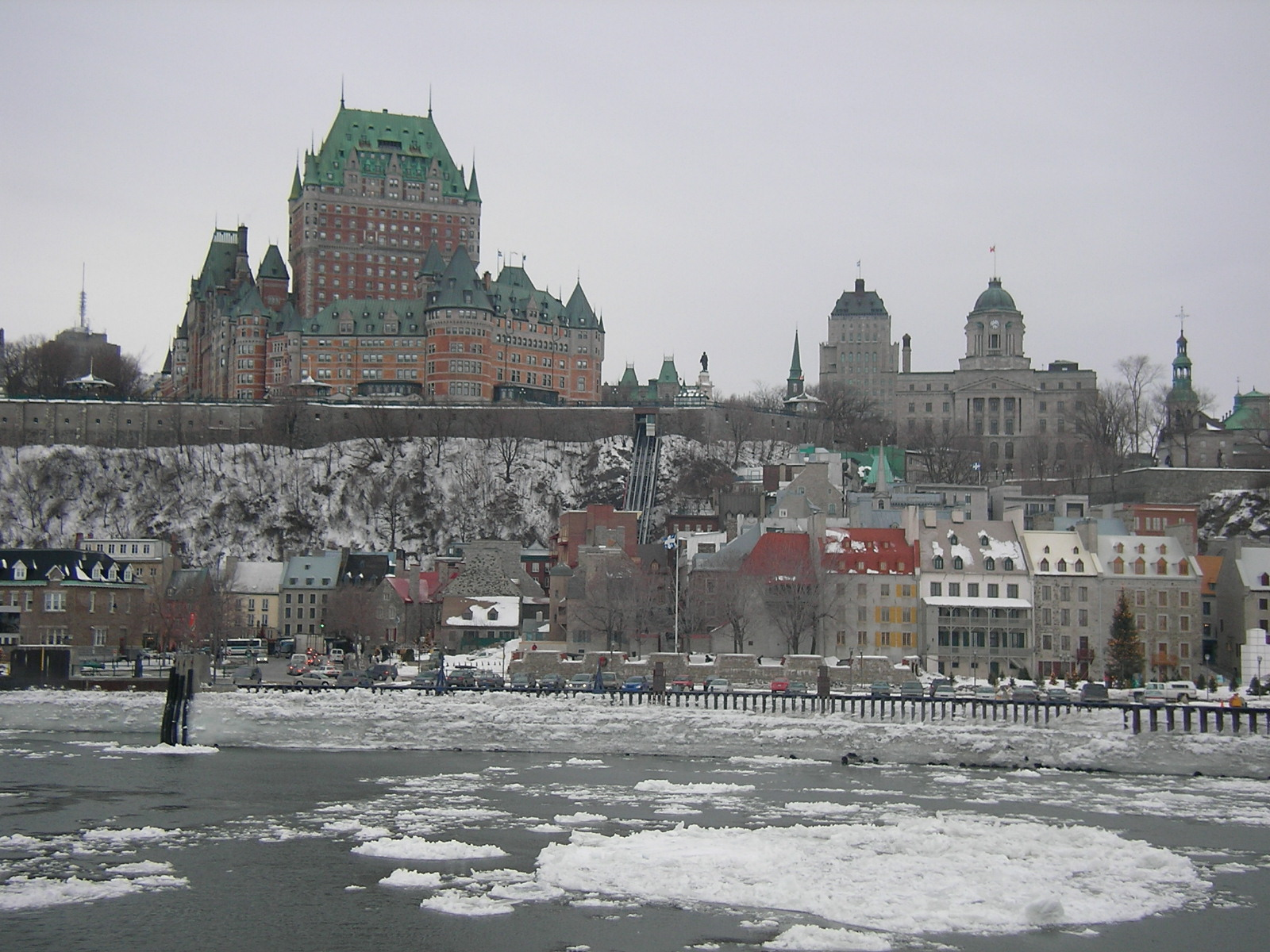
Vista do Château Frontenac, da cidade inferior e do Rio São Lourenço, no inverno.

A grande maioria das atrações de Quebec estão localizadas no centro histórico da cidade, na alta cidade ou na baixa cidade:
- O Château Frontenac, um imenso hotel, construído em um estilo que lembra os castelos franceses.
- A Citadelle e as muralhas que cercavam a antiga cidade. Primeiramente construídas no século XVII, foram parcialmente destruídas pelos britânicos na Guerra Franco-Indígena. As muralhas atuais foram construídas entre 1820 e 1831.
- O Morro do Parlamento (Colline parlementaire), onde está localizada a Assembleia Nacional de Quebec, a legislatura provincial.
- A cidade de Quebec possui mais de 400 parques e jardins. Um dos parques mais imponentes da cidade é o Parc des Champs-de-Bataille ou Planície de Abraham, próximo ao centro histórico da cidade, e as Cataratas de Montmorency, com seus 85 metros de altura.
- O Quebec possui muitas igrejas, basílicas e catedrais, muitas delas localizadas no centro histórico da cidade. As mais imponentes delas são a Catedral Notre-Dame de Québec (Nossa Senhora de Quebec), a principal igreja da província e do país, o Convento Ursuline, fundada em 1639 e a Catedral Anglicana da Santíssima Trindade, a primeira catedral anglicana fora da Inglaterra, tendo sido fundada em 1804.

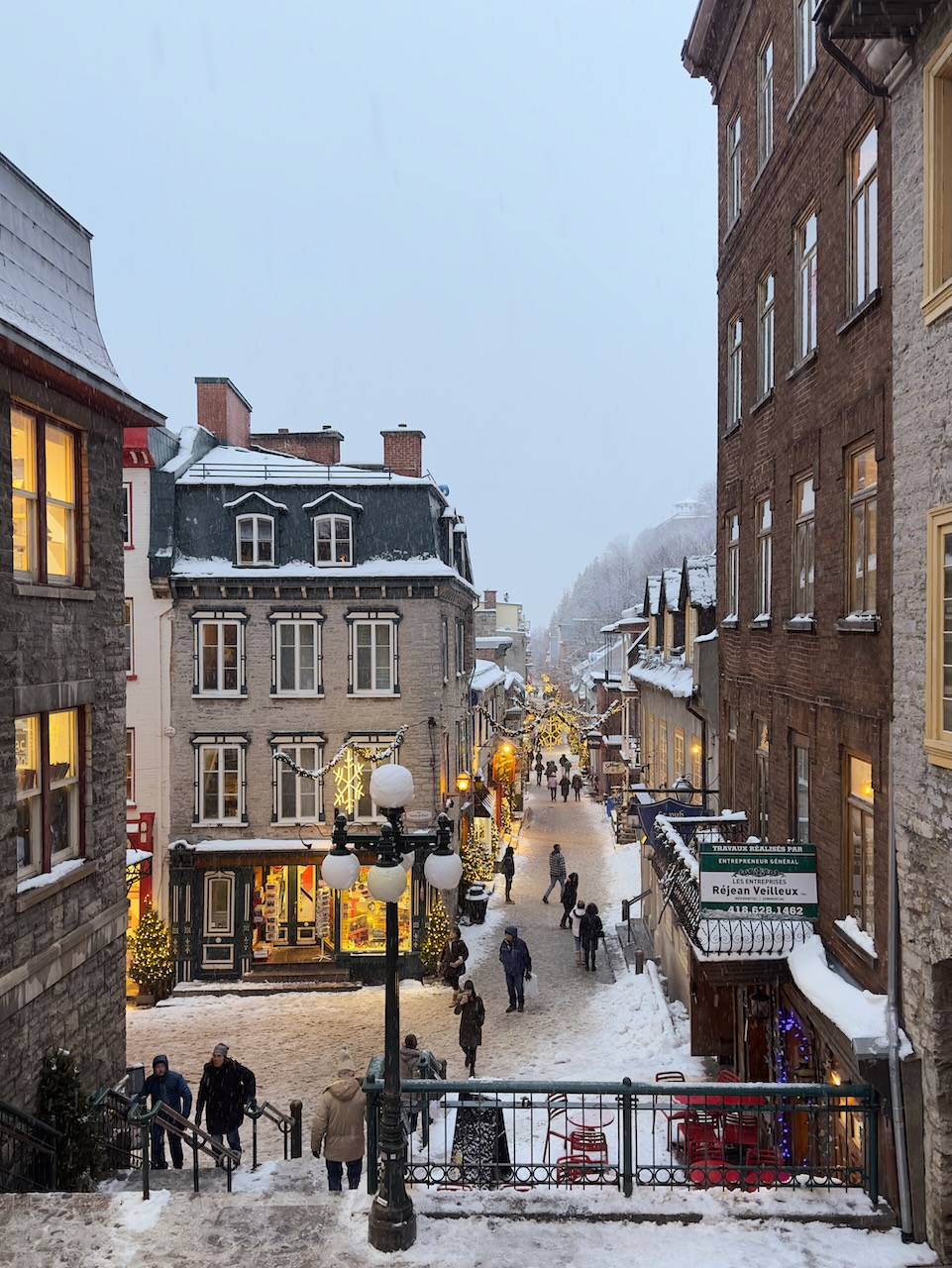
Vista da famosa rua Petit-Champlain, ponto turístico do bairro Basse-Ville

- São quatro os museus presentes na cidade. O Musée national des beaux-arts du Québec, a maior da província de Quebec, possui pinturas, esculturas e outras obras de arte. O Musée Historique, com esculturas de cera que retratam cenas importantes da história canadiana. O Museu Seminário, com pinturas, moedas e selos antigos, e o Musée de la Civilization, com obras sobre a cultura humana e a civilização.
- A avenida Grande-Allée, uma rua arborizada, primariamente comercial, com muitas lojas e restaurantes.
- A arquitetura das casas e prédios em geral da cidade.
- Hôtel de glace - O hotel de gelo.

Mais longe estão as Cataratas de Montmorency e a Basílica de Santa Ana de Beaupré, na localidade de Sainte-Anne-de-Beaupré.

## Transportes
- A cidade possui um sistema de transporte público eficiente e integrado.
- As ruas do centro histórico são estreitas. Muitas delas mantêm características do passado, e são proibidas para veículos e ciclistas, onde podem trafegar apenas pedestres.
- A cidade de Quebec é servida pelo Aeroporto Internacional Jean Lesage, e possui um porto capaz de manejar navios de grande porte.
- Duas pontes, além de um serviço de ferry, conectam Quebec com a costa sul do Rio São Lourenço, mais exatamente, a cidade vizinha de Lévis.
- O Quebec é bem servida por vias expressas e rodovia, bem como por ferrovias, tendo terminais ferroviários de passageiros e de carga.

## Cidades irmãs

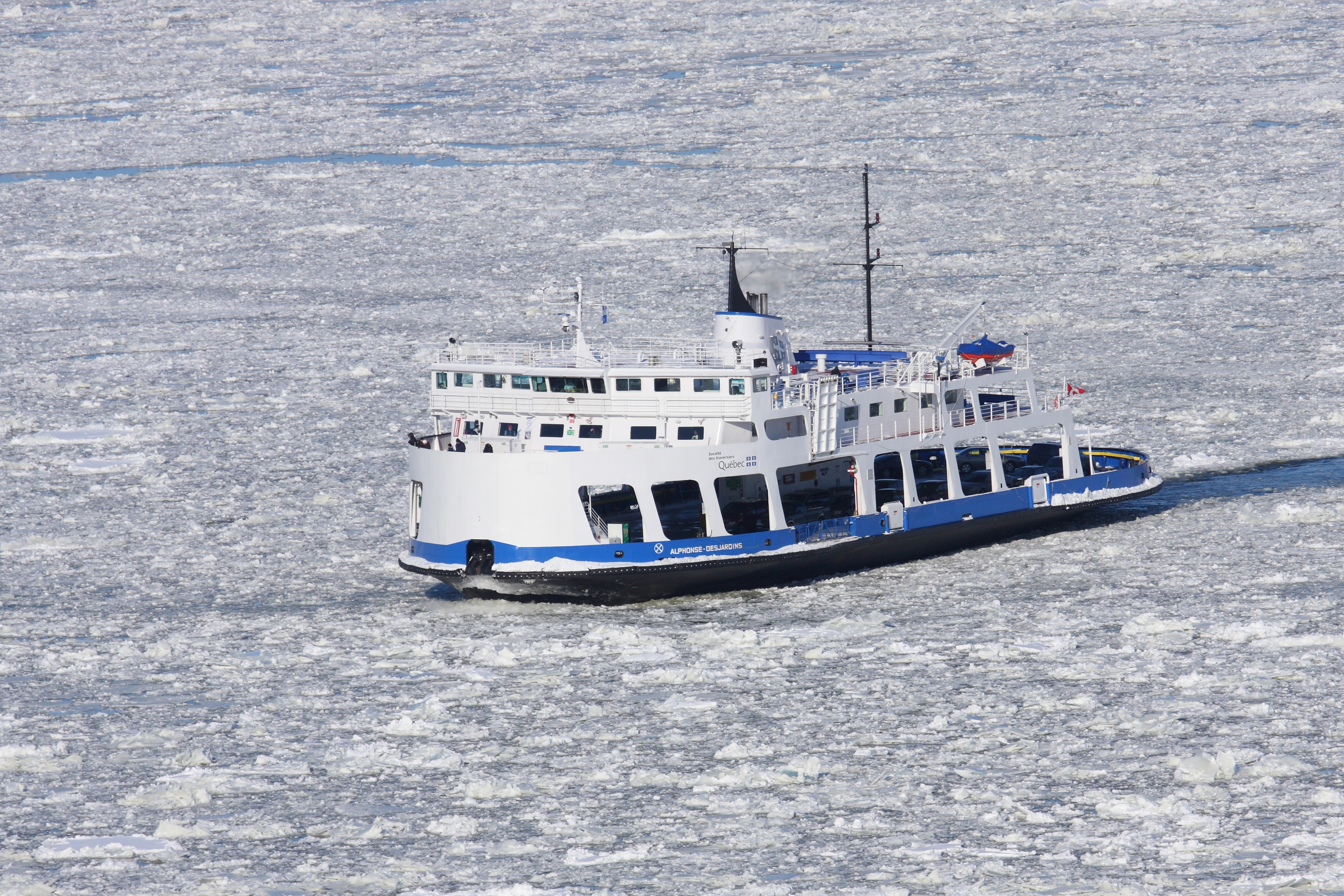
Balsa ligando as cidades de Lévis e Quebec.

Vista panorâmica da cidade de Quebec, Canadá, a partir de Lévis.

- Balsa ligando as cidades de Lévis e Quebec. Albany, Estados Unidos
- Beirute, Líbano
- Bordeaux, Aquitaine, França (desde 1962)
- Calgary, Alberta, Canadá (desde 1956)
- Cannes, França
- Changchun, China
- Guanajuato, México (desde 2002)
- Huế, Vietnã (desde 2005)
- Iaşi, Romênia
- Liège, Bélgica (desde 2002)
- Montevidéu, Uruguai (desde 2000)
- Namur, Bélgica (desde 1999)
- Ouagadougou, Burkina Faso (desde 2000)
- Paris, França (desde 2003)
- Sousse, Tunísia (desde 2004)
- São Petesburgo, Rússia (desde 2002)
- Xi'an, China (desde 2001)

## Região Metropolitana
| Nordeste: Saint-Raymond                                            | Norte: Shannon, Saint-Gabriel-de-Valcartier, Stoneham-et-Tewksbury, Lac-Beauport |                                             |
| Oeste: Saint-Catherine-de-la-Jacques-Cartier, Pont-Rouge, Neuville | Cidade de Quebec                                                                 | Leste: Sainte-Brigitte-de-Laval, Boischatel |
|                                                                    | Sul: Lévis, Saint-Pierre-de-l'Ile-d'Orleans                                      |                                             |